# Atractivo físico

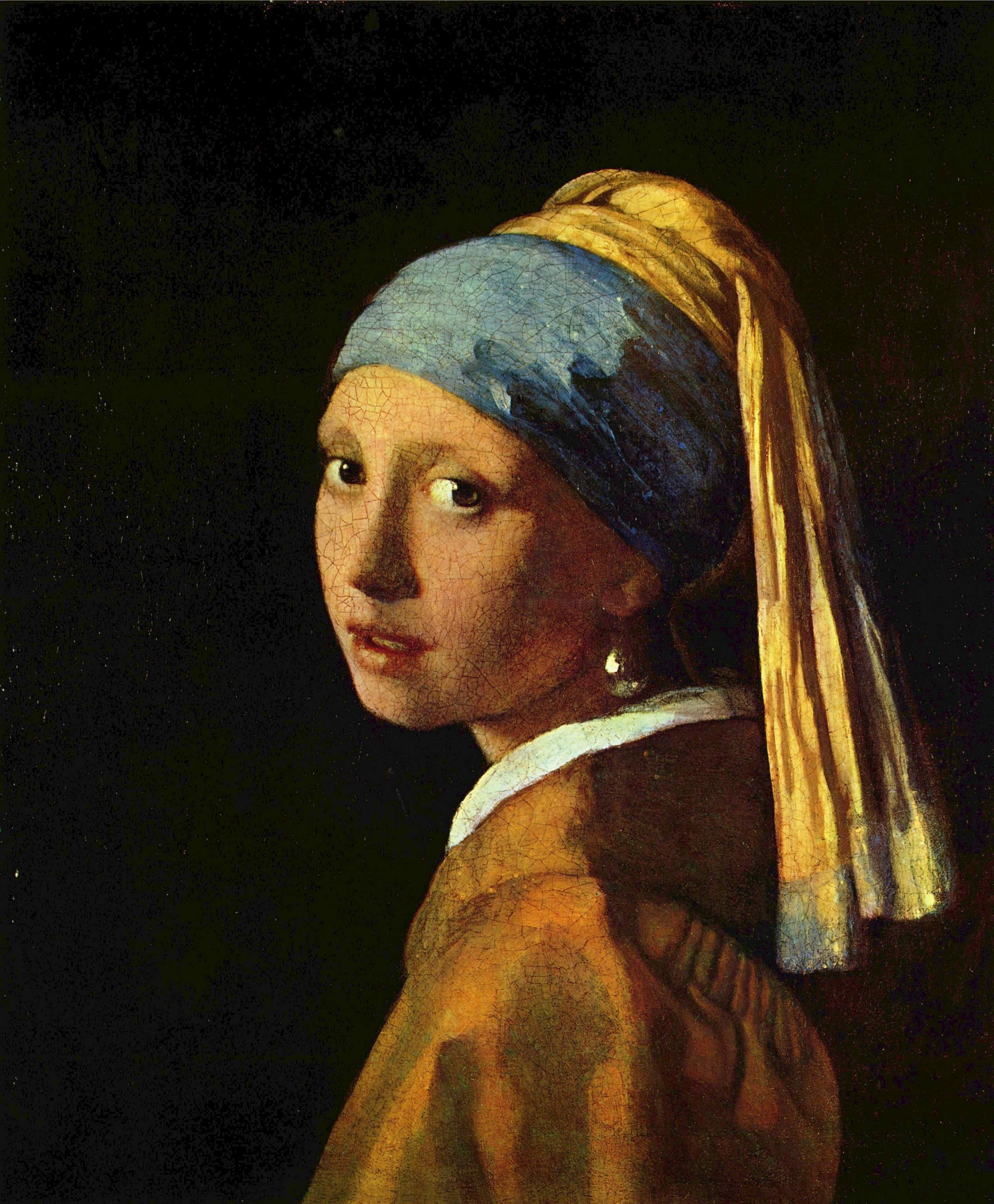
Jan Vermeer van Delft, 1665. La chica de la perla.

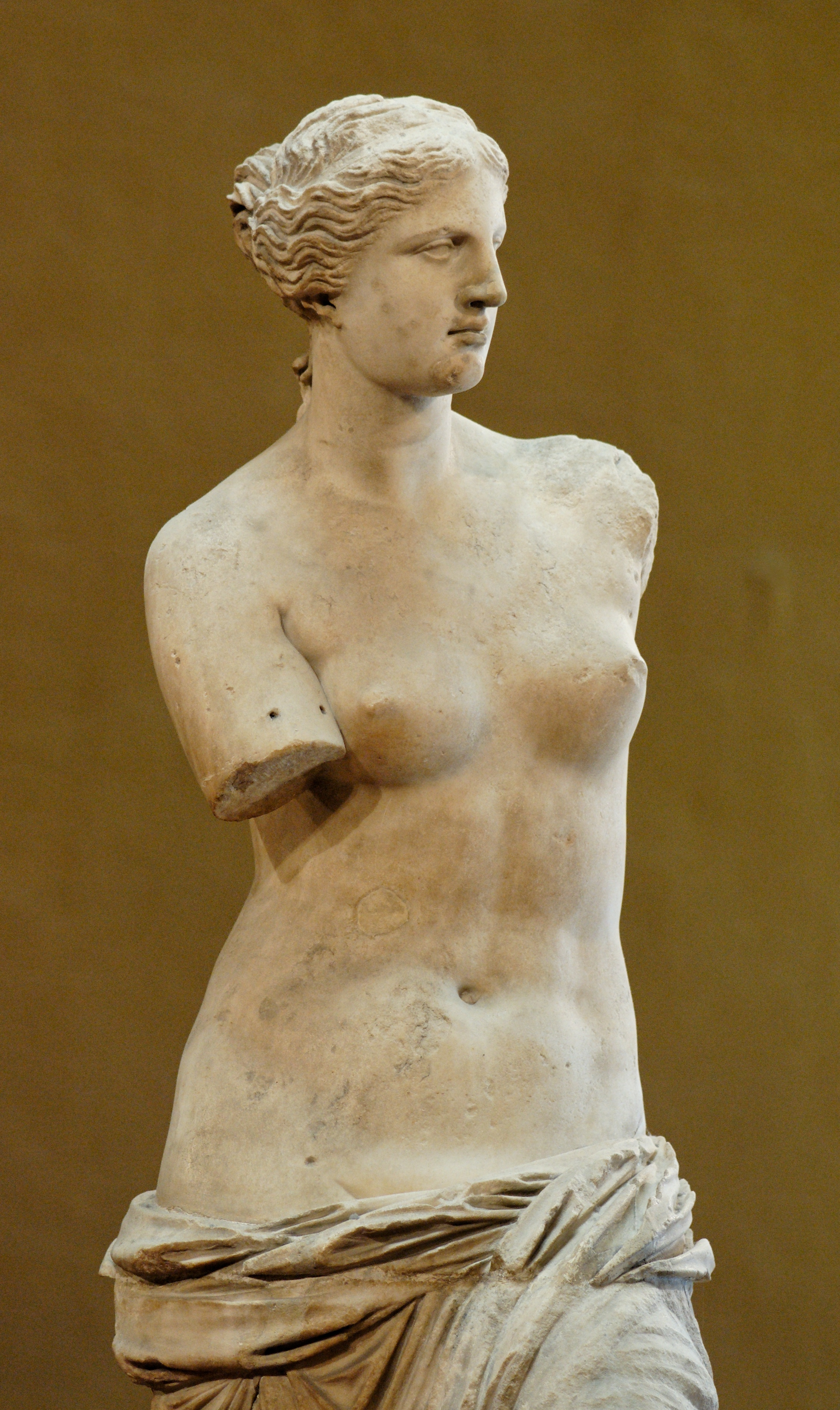
La Venus de Milo en el Louvre ha sido descripta como una "visión clásica de la belleza".

Las tres Gracias, de Peter Paul Rubens, en el Prado en Google Earth

El término atractivo físico es el grado en que las características físicas de una persona se consideran estéticamente agradables o  bellas desde un punto de vista estético. A menudo el término implica atractivo sexual o capacidad de ser deseado, pero puede ser diferente de ambas acepciones; por ejemplo, los humanos pueden considerar a la juventud atractiva por varias razones, aunque sin connotaciones de atracción sexual. Existen muchos factores que influyen en la atracción de una persona sobre otra, donde el aspecto físico es uno de ellos. La atracción física en sí misma incluye percepciones universales comunes a todas las culturas humanas, como la simetría facial. En muchos casos, los humanos le asocian otras características positivas, tales como inteligencia y honestidad, sin que se den cabal cuenta de ello.
A partir de investigaciones realizadas en los Estados Unidos y el Reino Unido, se encontró que la asociación entre la inteligencia y el atractivo físico es más fuerte entre los hombres que entre las mujeres. Los psicólogos evolutivos han tratado de responder por qué las personas que son más atractivas físicamente también deberían, en promedio, ser más inteligentes, y han propuesto la noción de que tanto la inteligencia general como el atractivo físico pueden ser indicadores de la aptitud genética subyacente. Las características físicas de una persona pueden dar señales de fertilidad y salud, con estudios de modelos estadísticos que muestran que las variables de forma facial que reflejan aspectos de la salud fisiológica, incluida la grasa corporal y la presión arterial, también influyen en las percepciones de salud de los observadores. Atender estos factores aumenta el éxito reproductivo, favoreciendo la representación de los propios genes en la población.
En promedio los hombres tienden a ser atraídos por mujeres que son más bajas que ellos, de apariencia juvenil y que presenten rasgos como un rostro simétrico, pechos plenos, labios carnosos y una baja relación cintura-cadera. Las mujeres por lo general tienden a ser atraídas por hombres que son más altos que ellas, poseen una elevada simetría facial, dimorfismo facial masculino, y poseen una espalda amplia, una cintura relativamente delgada y un torso en forma de V.

## Factores generales que influyen
En términos generales, es posible estudiar a la atracción física desde varias perspectivas, incluidas las percepciones universales comunes a todas las culturas humanas, aspectos culturales y sociales, y preferencias subjetivas individuales. Adicionalmente, la percepción de lo atractivo puede tener un efecto importante en como las personas son juzgados con respecto a oportunidades de empleo o sociales, amistad, comportamiento sexual, y casamiento.Se argumenta que es evolutivamente ventajoso que las criaturas sexuales se sientan atraídas por parejas que poseen características predominantemente comunes o promedio, porque sugiere la ausencia de defectos genéticos o adquiridos.También hay evidencia de que la preferencia por los rostros hermosos surge temprano en la infancia y probablemente sea innata,y que las reglas por las que se establece el atractivo son similares en los diferentes géneros y culturas.
Algunos aspectos físicos resultan atractivos tanto en las mujeres como en los hombres, en particular la simetría del cuerpo y del rostro, aunque un informe en sentido contrario indica que la "perfección absoluta" acompañada de simetría perfecta puede generar "aprensión". La simetría puede ser beneficiosa desde el punto de vista de la evolución como un signo de salud porque la asimetría "es una señal de enfermedad o daño". Un estudio indica que existen personas que son capaces de "valorar la belleza a un nivel subliminal" dando un rápido vistazo a una fotografía durante un período de solo un centésimo de segundo. Otros factores importantes incluyen la juventud, la tonalidad homogénea de la piel y su suavidad; y un "color vivo" en los ojos y el cabello. Pero existen numerosas diferencias que dependen del género.

## Correlatos neuronales de la percepción del atractivo
La mayoría de los estudios de las activaciones cerebrales asociadas con la percepción del atractivo muestran fotografías de rostros a sus participantes y les permiten a ellos o a un grupo comparable de personas calificar el atractivo de estas caras. Dichos estudios encuentran consistentemente que la actividad en ciertas partes de la corteza orbitofrontal aumenta con el aumento del atractivo de las caras. Esta respuesta neuronal se ha interpretado como una reacción sobre la naturaleza gratificante del atractivo, ya que se pueden observar aumentos similares en la activación en la corteza orbitofrontal medial en respuesta a rostros sonrientes y a declaraciones de acciones moralmente buenas. Aunque la mayoría de estos estudios no evaluaron a participantes de ambos sexos o personas homosexuales, la evidencia de un estudio que incluye individuos heterosexuales y homosexuales masculinos y femeninos indica que algunos de los aumentos de la actividad cerebral mencionados anteriormente se limitan a imágenes de caras de los participantes del género por el que se sienten sexualmente atraídos.
Con respecto a la activación cerebral relacionada con la percepción de cuerpos atractivos, un estudio con participantes heterosexuales sugiere que la actividad en el núcleo accumbens y la corteza cingulada anterior aumenta a medida que aumenta el atractivo. El mismo estudio encontró que tanto para rostros como para cuerpos, la parte medial de la corteza orbitofrontal responde con mayor actividad a imágenes muy atractivas y muy poco atractivas.
Según un nuevo estudio, aquellas personas que objetivamente son atractivas subestiman su belleza y piensan que son menos atractivas de lo que realmente son. Por el contrario, las personas con menor atractivo físico objetivo tienden a verse más atractivos y bellos de lo que realmente son.

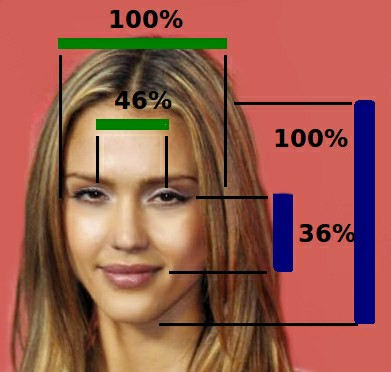
Un estudio de la Universidad de Toronto encontró que las proporciones faciales de Jessica Alba estaban cerca del promedio de todos los perfiles femeninos.

## Atractivo físico femenino
La investigación indica que los hombres heterosexuales tienden a sentirse atraídos por las mujeres jóvenes y las mujeres bellas con simetría corporal. En lugar de disminuirlo, la modernidad solo ha aumentado el énfasis que los hombres le dan al aspecto de las mujeres. Los psicólogos evolutivos atribuyen tal atracción a una evaluación del potencial de fertilidad en un compañero potencial.

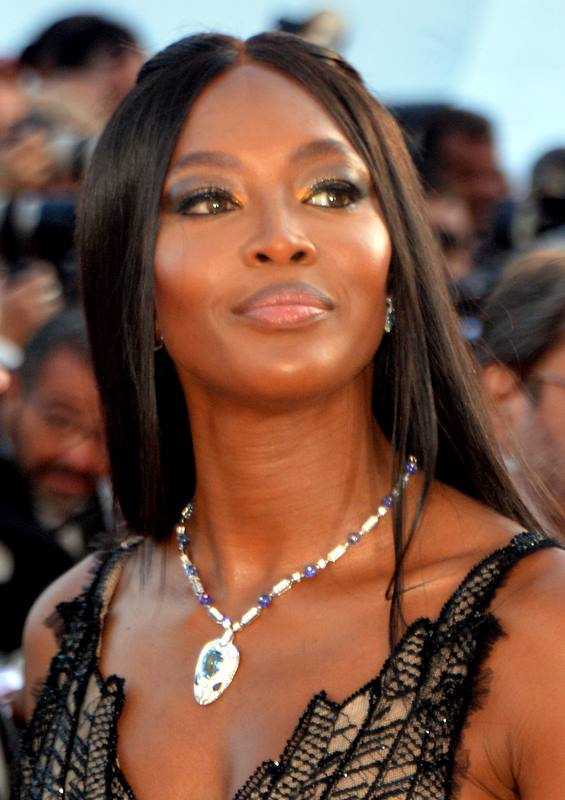
Naomi Campbell. Cannes 2017

### Rasgos faciales

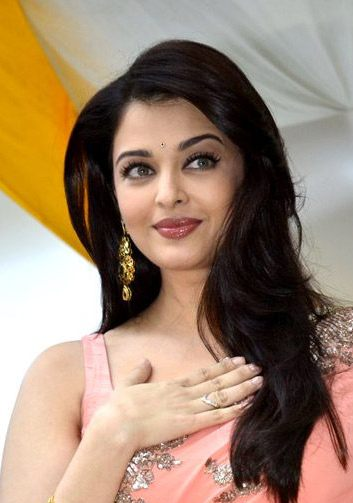
La ex Miss Mundo y actriz india Aishwarya Rai ha sido calificada como la mujer más bella del mundo por muchas encuestas en línea.

La investigación ha intentado determinar qué características faciales comunican el atractivo. Se ha demostrado que la simetría facial es considerada atractiva en mujeres, y se ha encontrado que los hombres prefieren labios carnosos,  frente alta, ojos grandes, mentón pequeño, nariz pequeña, mandíbula corta y angosta, pómulos altos, piel clara y lisa, y ojos muy abiertos. La forma de la cara en términos de "cómo todo se junta" es un determinante importante de la belleza. Un estudio de la Universidad de Toronto encontró correlaciones entre las medidas faciales y el atractivo; los investigadores variaron la distancia entre los ojos, y entre los ojos y la boca, en diferentes dibujos de la misma cara femenina, y se evaluaron los dibujos; encontraron que había proporciones ideales percibidas como atractivas (ver foto). Estas proporciones (46 % y 36 %) se acercaron al promedio de todos los perfiles femeninos. También se ha descubierto que las mujeres con anillos limbales gruesos y oscuros en sus ojos son más atractivas. La explicación dada es que debido a que el anillo tiende a desvanecerse con la edad y los problemas médicos, un anillo limbal prominente proporciona un indicador honesto de la juventud.
En la literatura persa, se dice que las mujeres hermosas tienen narices como avellanas. En la sociedad árabe en la Edad Media, un componente del ideal de belleza femenina era que las mujeres tuvieran la nariz recta y fina. En la literatura rabínica judía, los rabinos consideraban que una nariz delicada era el tipo ideal de nariz para las mujeres. En Japón, durante el período Edo, un componente del ideal de belleza femenina era que las mujeres tuvieran las narices altas, que fueran rectas y no "demasiado altas".
En un estudio multicultural, las caras femeninas más neotensas (es decir, de aspecto juvenil) resultaron ser más atractivas para los hombres, mientras que las caras femeninas menos neotenizadas resultaron menos atractivas para los hombres, independientemente de la edad real de las mujeres. Uno de estos rasgos deseados era una pequeña mandíbula. En un estudio de mujeres italianas que ganaron competencias de belleza, se descubrió que sus rostros tenían más rasgos más "infantiles" que los de las mujeres "normales" utilizadas como referencia.
En un estudio intercultural, Marcinkowska et al. descubrieron que los hombres heterosexuales de 18 a 45 años en los 28 países encuestados prefirieron fotografías de mujeres caucásicas de 18 a 24 años cuyas caras fueron feminizadas usando el software Psychomorph sobre rostros de mujeres caucásicas de 18 a 24 años de edad que fueron masculinizados usando ese software, pero hubo diferencias en las preferencias por la feminidad en todos los países. Cuanto mayor era el índice nacional de salud de un país, más preferían las caras feminizadas a las caras masculinizadas. Entre los países encuestados, Japón tenía la preferencia más alta de feminidad y Nepal tenía la preferencia más baja de feminidad.

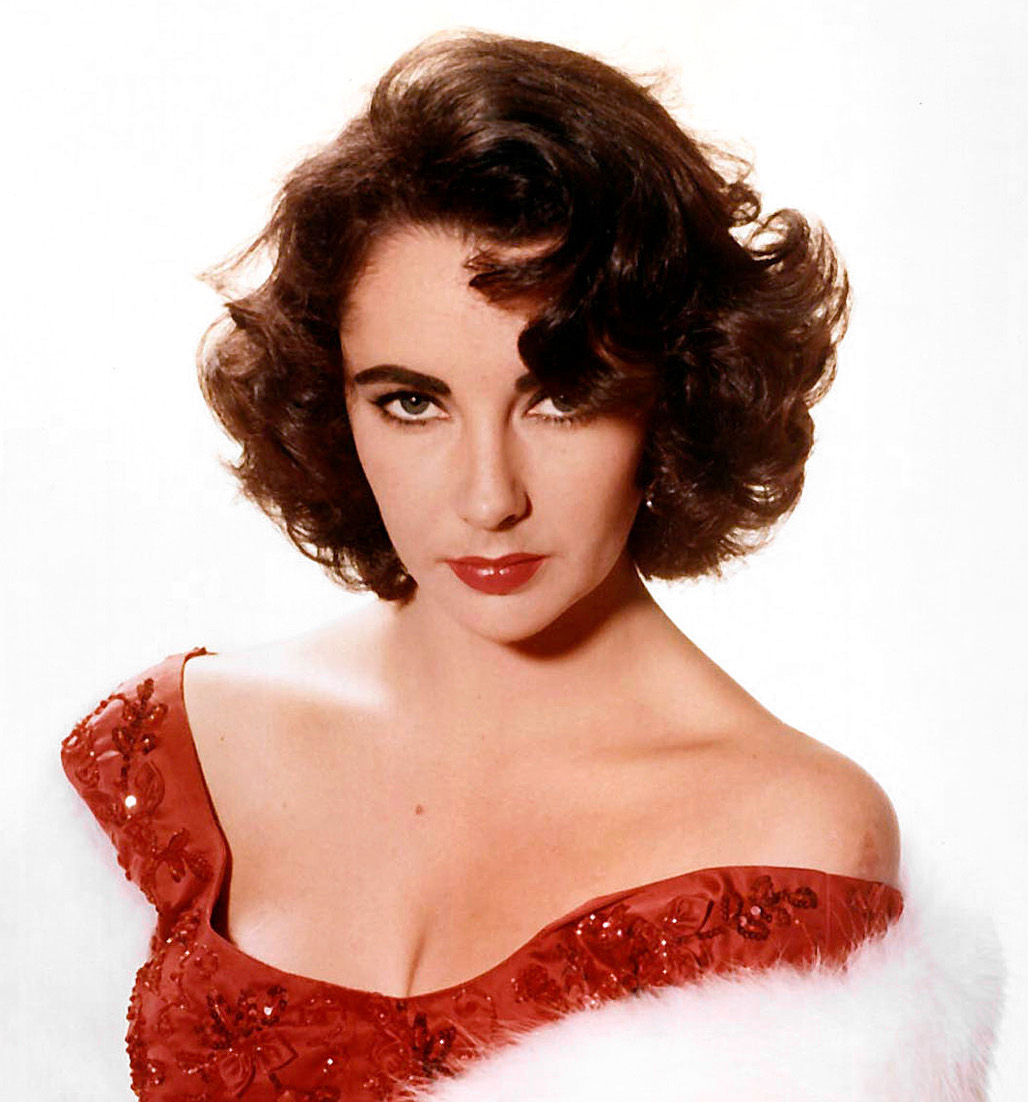
Elizabeth Taylor

Michael R. Cunningham del Departamento de Psicología de la Universidad de Louisville descubrió, usando un panel de jueces de Asia oriental, hispanos y blancos, que las caras de mujeres asiáticas, hispanas y blancas que resultaron más atractivas eran las que tenían "ojos grandes y neonatos, mayores distancia entre los ojos y las narices pequeñas" y su estudio lo llevó a concluir que los "ojos grandes" eran los más "efectivos" de las "señales neonatas". Cunningham también dijo que el cabello "brillante" puede ser indicativo de "vitalidad neonatal". Usando un panel de negros y blancos como jueces, Cunningham descubrió que las caras más neotensas se percibían como que tenían una "feminidad" y una "sociabilidad" más elevadas. En contraste, Cunningham encontró que los rostros que eran "bajos en neotenia" fueron juzgados como "intimidantes". Cunningham notó una "diferencia" en las preferencias de los jueces asiáticos y blancos, con jueces asiáticos que prefieren mujeres con "rostros menos maduros" y bocas más pequeñas que los jueces blancos. Cunningham hipotetizó que esta diferencia de preferencia puede derivarse del "etnocentrismo" ya que "los rostros asiáticos poseen esas cualidades", por lo que Cunningham volvió a analizar los datos con "11 blancos asiáticos excluidos" y concluyó que "el etnocentrismo no era un determinante primario de las preferencias asiáticas". En lugar de encontrar pruebas de que las caras puramente "neonatales" son más atractivas, Cunningham encontró caras con "relaciones sexuales", "características maduras" en la "periferia" de la cara combinadas con características "neonatales" en el "centro de la cara" más atractivas en hombres y mujeres. Al analizar los resultados de su estudio, Cunningham concluyó que la preferencia por "las características neonatales pueden mostrar la menor variabilidad intercultural" en términos de "calificaciones de atractivo" y, en otro estudio, Cunningham concluyó que existe un gran acuerdo sobre las características de un rostro atractivo.

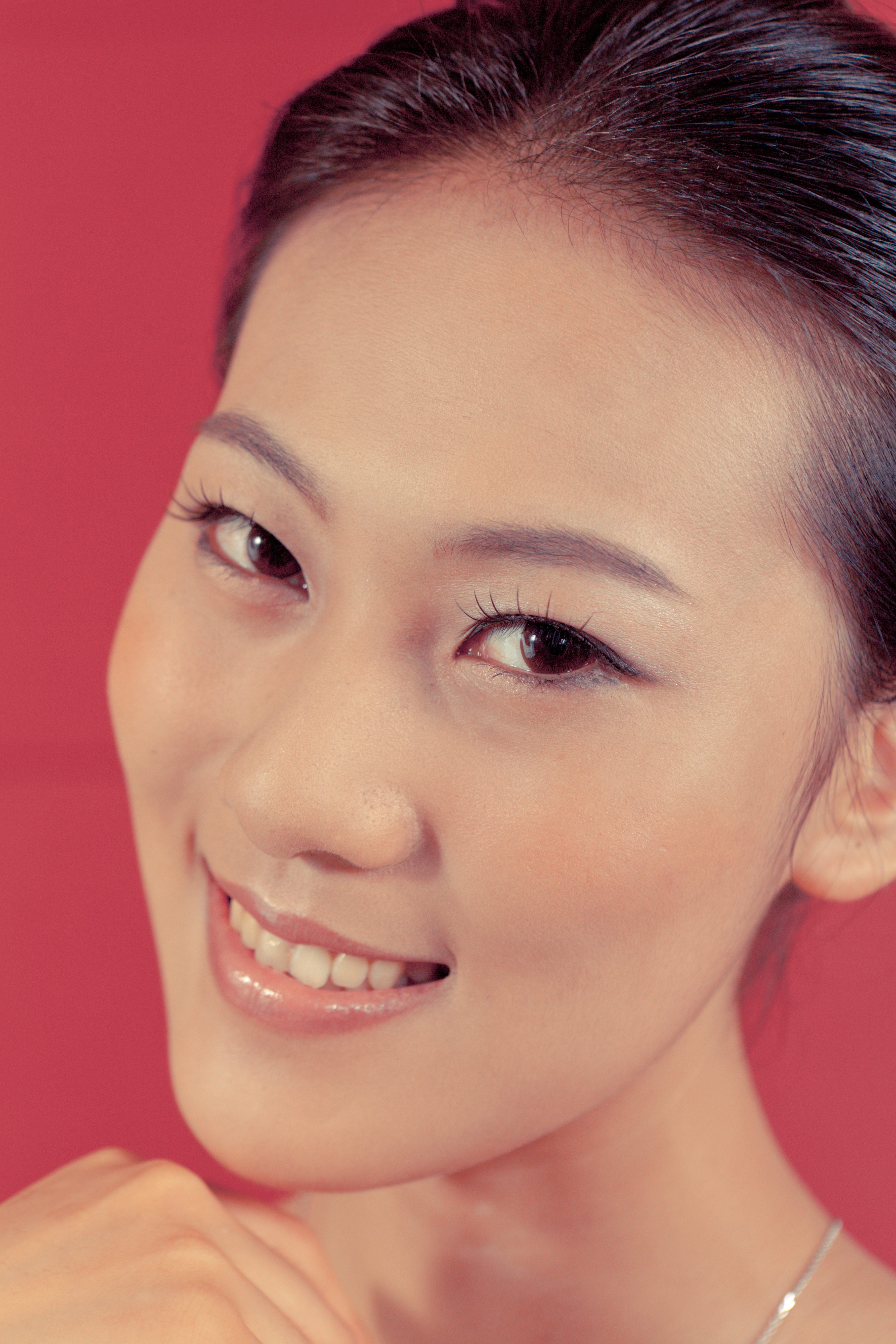
Modelo china. 2010

En pruebas computarizadas de promediación facial, se ha demostrado que las mujeres con caras promediadas se consideran más atractivas. Esto posiblemente se deba a que las características promedio son más familiares y, por lo tanto, más cómodas.
Al comentar sobre la prevalencia de la blancura en supuestos ideales de belleza en su libro White Lies: Race and the Myth of Whiteness, Maurice Berger afirma que la representación esquemática del rostro idealizado de un estudio realizado con sujetos estadounidenses tenía "pelo liso", "piel clara", "ojos con forma de almendra", "cejas delgadas y arqueadas", "nariz larga y delgada, orificios nasales pequeños" y "boca grande y de labios delgados". Aunque el autor del estudio afirmó que hubo coherencia entre sus resultados y los realizados en otras razas, la académica Liu Jieyu dice en el artículo White Collar Beauties, "El criterio de la belleza es arbitrario y de género. El consenso implícito es que las mujeres que tienen piel clara y una figura delgada con rasgos faciales simétricos son bonitas". Dice que todos estos requisitos se construyen socialmente y obligan a las personas a cambiarse a sí mismas para ajustarse a estos criterios.

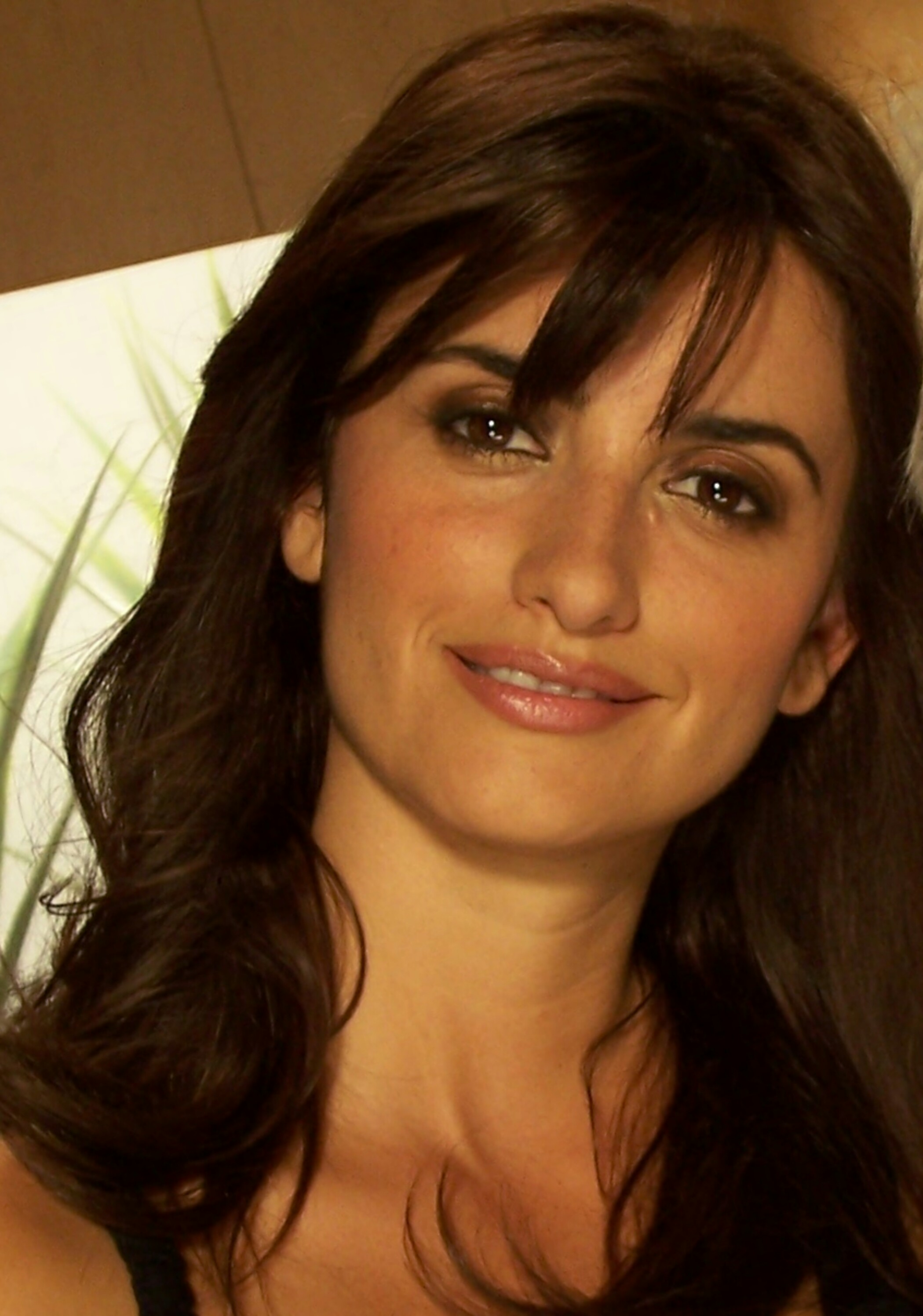
Penélope Cruz. 2011

Un psicólogo especuló que había dos principios opuestos de la belleza femenina: la belleza y la rareza. Por lo tanto, en promedio, las características simétricas son un ideal, mientras que las características inusuales y destacadas son otro. Un estudio realizado por la Universidad de Toronto encontró que las dimensiones faciales más atractivas eran las que se encuentran en el rostro femenino promedio. Sin embargo, ese estudio particular de la Universidad de Toronto observó solo a mujeres blancas.
Un estudio que utilizó jueces chinos, malayos e indios dijo que las mujeres chinas con ortognatismo con la boca plana y en línea con el resto de la cara eran las mujeres más atractivas y las chinas con una mandíbula protuberante donde la mandíbula se proyecta hacia afuera fueron juzgadas como las menos atractivas.
Un estudio de 2011, de Wilkins, Chan y Kaiser, encontró correlaciones entre la feminidad percibida y el atractivo, es decir, los rostros de las mujeres que eran vistos como más femeninos fueron juzgados por hombres y mujeres como más atractivos.

### Ojos
Un estudio donde se manipularon fotografías de varias mujeres (para que sus rostros se mostraran con el color de ojos natural de la modelo o con el otro color) mostró que, en promedio, los hombres de ojos marrones no tienen preferencia sobre el color de los ojos, pero los hombres de ojos azules prefieren mujeres del mismo color de ojos.
A través del procedimiento de cirugía cosmética de blefaroplastia del este de Asia, las mujeres asiáticas pueden alterar permanentemente la estructura de su párpado. Algunas personas han argumentado que esta alteración se hace para parecerse a la estructura de un párpado occidental, mientras que otras personas han argumentado que esto generalmente se hace únicamente como una mejora que "coincide" con una cara asiática en lugar de hacerse para parecerse a la estructura de un párpado occidental.
Un estudio que investigó si un pliegue palpebral hace que las mujeres de ascendencia china sean más atractivas usando fotos manipuladas de mujeres jóvenes de ascendencia china encontró que el "pliegue medio del párpado superior" fue considerado el más atractivo por los tres grupos de ambos sexos: blancos, chinos y taiwaneses juntos como grupo, y taiwaneses y chinos estadounidenses juntos como grupo. De manera similar, los tres grupos de ambos sexos encontraron que la ausencia de un pliegue de ojos era menos atractiva para las mujeres chinas.
A fines del siglo XVI, los japoneses consideraban que los pliegues epicánticos eran hermosos.
Un estudio que utilizó evaluadores rusos, estadounidenses, brasileños, Aché e Hiwi descubrió que el único elemento de distinción entre los rostros de hombres y mujeres era una mirada más amplia en relación con la altura facial de las mujeres, y este rasgo predecía consistentemente las calificaciones de atractivo para las mujeres.
En la sociedad árabe de la Edad Media, un componente del ideal de belleza femenina era que las mujeres tuvieran ojos negro oscuro, grandes y largos, y en forma de almendras. Además, los ojos deben ser lustrosos, y deben tener pestañas largas.
Una fuente escrita en 1823, dijo que un componente del ideal femenino de belleza persa era que las mujeres tuvieran ojos grandes de color negro. En la literatura persa, se dice que las mujeres hermosas tienen ojos de forma de almendra.
En chino, la frase "iris lucent, dientes lustrosos" (chino: 明 眸 皓 齒) se usa para describir a una mujer hermosa con "ojos claros" y "dientes blancos bien alineados", y la frase "cejas adormiladas". "(Chino: 蛾眉) se usa para designar a una mujer hermosa describiendo sus cejas como delgadas y arqueadas como antenas de polilla. En el texto chino "La gruta de los inmortales" (chino: 遊 仙 窟) escrito durante el período de la dinastía Tang, los ojos angostos eran el tipo preferido de ojos para las mujeres y, en el texto chino "Secretos de la cámara enjoyada" (en chino:玉 房 秘 訣) del período de las Seis Dinastías, se describió que la mujer ideal tenía ojos pequeños.
En Japón, durante el período Edo, una prueba, la aparición de la "esposa formal" de Tokugawa Iesada según lo determinado por el "antropólogo de huesos" Suzuki Hisashi, indica que los ojos grandes se consideraban atractivos para las mujeres, pero, otra prueba , el texto japonés de 1813 "Costumbres, modales y modas de la capital" (en japonés: 都 風 俗 化 粧 粧) indica que los ojos grandes no se consideraban atractivos para las mujeres.

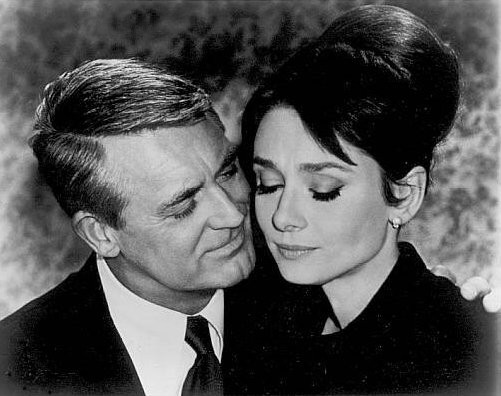
Audrey Hepburn y Cary Grant prototipos de belleza femenina juvenil y amante maduro

### Juventud
Los datos transculturales muestran que el éxito reproductivo de las mujeres está ligado a su juventud y atractivo físico como en los Sami preindustriales, donde las mujeres con mayor éxito reproductivo eran 15 años más jóvenes que su hombre. Un estudio que abarcó 37 culturas mostró que, en promedio, una mujer era 2,5 años más joven que su pareja masculina, con la diferencia de edad en Nigeria y Zambia en el extremo de 6,5 a 7,5 años. A medida que los hombres envejecen, tienden a buscar una compañera que sea cada vez más joven.

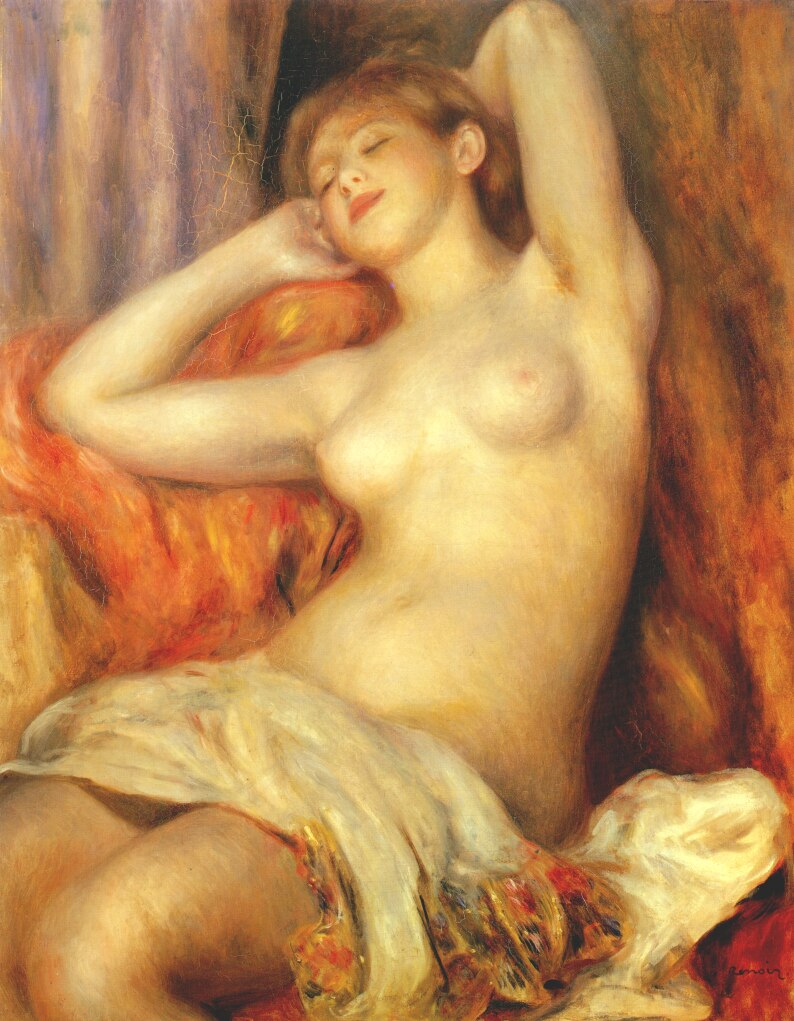
Renoir. 1897. Desnudo femenino

El 25 % de los clientes varones mayores de 50 años de eHarmony solicitan que se les asocie con mujeres menores de 40 años. Un estudio de OkCupid de 2010, con 200 000 usuarios, encontró que la preferencia femenina para sus usuarios masculinos alcanza su máximo a los 21 años, y cae por debajo del promedio para todas las mujeres a los 31. Después de los 26, los hombres tienen un mayor potencial de citas que las mujeres en el sitio; y para los 48 años, su grupo es casi dos veces más grande. El usuario masculino mediano de 31 años de edad busca mujeres de 22 a 35 años, mientras que el hombre mediano de 42 años busca mujeres de 27 a 45 años. El sesgo de edad es aún mayor con los mensajes a otros usuarios; el hombre mediano de 30 años envía mensajes a las adolescentes con la misma frecuencia que a las mujeres de su misma edad, ignorando en su mayoría a las mujeres unos años mayores que él. Sin embargo, excluyendo el 10 % más y el 10 % menos bello de las mujeres, el atractivo de las mujeres no cambia entre 18 y 40, pero si los extremos no se excluyen "No hay duda de que las mujeres más jóvenes son más atractivas físicamente, de hecho, en muchos sentidos, belleza y juventud son inextricables. Por eso, la mayoría de las modelos que se ven en las revistas son adolescentes".
Las feromonas (detectadas por los marcadores de hormonas femeninas) reflejan la fertilidad femenina y el valor reproductivo medio. A medida que las hembras envejecen, la proporción de producción de estrógeno a andrógeno cambia y los resultados en las caras femeninas aparecen cada vez más masculinos (apareciendo así menos "atractivas"). En un estudio pequeño (n = 148) realizado en los Estados Unidos, con estudiantes universitarios varones en una universidad, se encontró que la edad media expresada como ideal para una esposa era de 16,87 años, mientras que el 17,76 era la edad ideal media para un breve encuentro sexual. Sin embargo, el estudio establece un marco donde los "tabúes contra el sexo con niñas" se reducen deliberadamente y sesgan su muestra al eliminar a cualquier participante mayor de 30 años, con una edad media de participante de 19,83. En un estudio de la tumescencia del pene, los hombres se encontraron más excitados por las imágenes de las hembras adultas jóvenes.

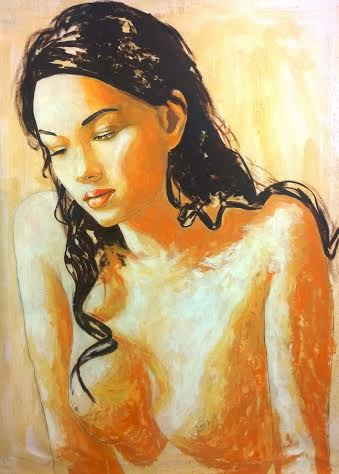
Vári Zsolt. Fotografía de desnudo femenino

Las señales de fertilidad en las mujeres a menudo también se consideran señales de la juventud. La perspectiva evolutiva propone la idea de que cuando se trata de la reproducción sexual, la inversión parental mínima requerida por los hombres les da capacidad y quieren simplemente reproducirse "tanto como sea posible". Por lo tanto, tiene sentido que los hombres se sientan atraídos por el características en las mujeres que señalan juventud y, por lo tanto, fertilidad. Sus posibilidades de éxito reproductivo son mucho mayores de lo que serían si escogieran a alguien mayor.
Esto puede explicar por qué el descenso de edad en el atractivo se produce desde edades más tempranas en mujeres que en hombres. Por ejemplo, la eliminación del vello corporal se considera una actividad muy femenina. Esto se puede explicar por el hecho de que el envejecimiento da como resultado niveles elevados de testosterona y, por lo tanto, crecimiento del vello corporal. El afeitado revierte la apariencia a una etapa más juvenil y, aunque esta puede no ser una señal honesta, los hombres interpretarán esto como un reflejo de un mayor valor fértil. La investigación respalda esto, mostrando que los hombres consideran sexualmente atractivo el uso de la piel sin vello.

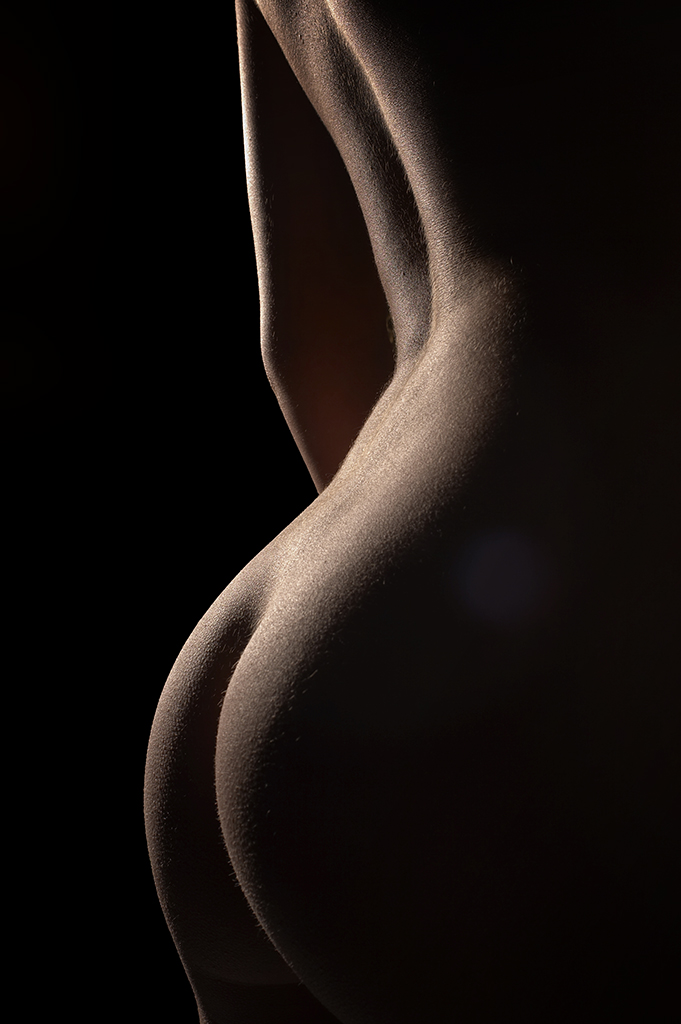
Desnudo femenino

### Senos
Ver también: Fetichismo de mamas

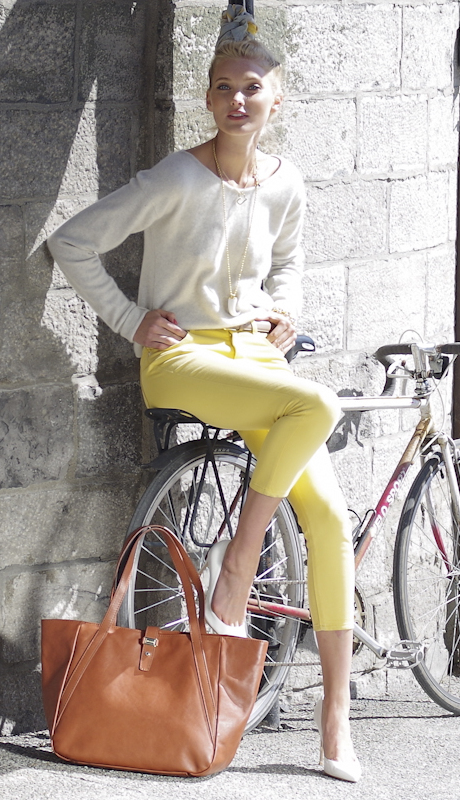
La modelo Elsa Hosk

La investigación ha demostrado que la mayoría de los hombres heterosexuales disfrutan de la vista de los senos femeninos, con una preferencia por los senos grandes y firmes. Sin embargo, un estudio contradictorio de estudiantes británicos descubrió que los hombres más jóvenes preferían los pechos pequeños en las mujeres. Los senos más pequeños se asociaron ampliamente con la juventud. Transculturalmente, otro estudio encontró "alta variabilidad" con respecto al tamaño ideal de los senos. Algunos investigadores en el Reino Unido han especulado que la preferencia por senos más grandes puede haberse desarrollado en las sociedades occidentales porque las mujeres con senos más grandes tienden a tener niveles más altos de las hormonas estradiol y progesterona, ya que ambas promueven la fertilidad.

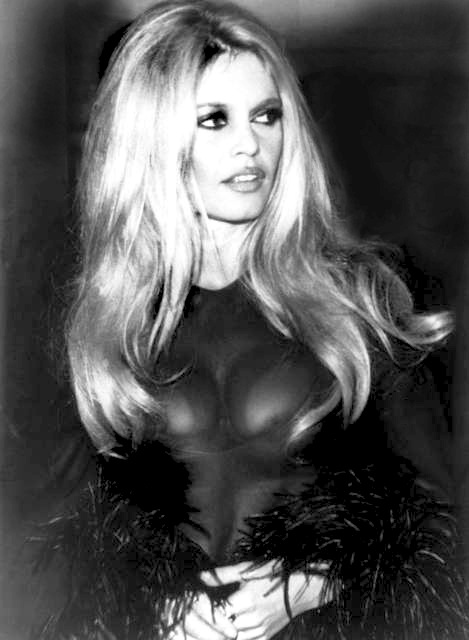
Brigitte Bardot

Un estudio de Groyecka et al., en el que examinaron a los Poles y Yalí de Nueva Guinea, demostró que los juicios de apariencia mamaria se ven afectados por la aparición de ptosis mamaria (es decir, flacidez, caída). La mayor ptosis mamaria (senos más caídos) se percibe como menos atractiva y se atribuye a una mujer de mayor edad. Estos hallazgos son coherentes con investigaciones previas que vinculan el atractivo de los senos con la juventud femenina. A diferencia del tamaño de los senos, la ptosis mamaria parece ser un marcador universal del atractivo del pecho femenino.
Un estudio mostró que los hombres prefieren los senos simétricos. La simetría mamaria puede ser particularmente sensible a las alteraciones del desarrollo y las diferencias de simetría para los senos son grandes en comparación con otras partes del cuerpo. Las mujeres que tienen senos más simétricos tienden a tener más hijos.
La literatura histórica a menudo incluye características específicas de individuos o un género que se consideran deseables. Estas a menudo se han convertido en una cuestión de convención, y deben interpretarse con precaución. En la sociedad árabe en la Edad Media, un componente del ideal de belleza femenina era que las mujeres tuvieran senos pequeños. En la literatura persa, se dice que las mujeres hermosas tienen senos como las granadas o los limones. En el texto chino "Secretos de cámara enjoyada" (chino: 玉 房 秘 訣) del período de las Seis Dinastías, se describió que la mujer ideal tenía senos firmes. En la literatura sánscrita, a menudo se dice que las mujeres hermosas tienen senos tan grandes que hacen que las mujeres se doblen un poco por su peso.

### Nalgas
Ver también: Nalgas
La antropóloga biológica Helen E. Fisher, del Centro de Estudios de Evolución Humana del Departamento de Antropología de la Universidad de Rutgers, dijo que "tal vez, las nalgas redondeadas y carnosas ... atrajeron a los machos durante las relaciones sexuales posteriores". Un estudio, utilizando modelos tridimensionales y tecnología de seguimiento ocular evaluó la afirmación de Fisher y se demostró que el ligero empuje de la espalda de una mujer influye en lo atractiva que los demás la perciben y captura la mirada de hombres y mujeres.
Bobbi S. Low et al. de la Escuela de Recursos Naturales y Medio Ambiente de la Universidad de Míchigan, dijo que las nalgas femeninas evolucionaron en el contexto de las mujeres que compiten por la atención y el compromiso paterno de los hombres poderosos que controlan los recursos "como una exhibición honesta de reservas de grasa" que no debía confundirse con otro tipo de tejido, aunque Tim Caro, profesor en el Centro de Biología de la Población y el Departamento de Vida Silvestre, Pescado y Biología de la Conservación, en la Universidad de California en Davis, rechazó eso como una conclusión necesaria, afirmando que los depósitos grasos femeninos en las caderas mejoran la "aptitud física individual de la mujer", independientemente de la selección sexual.
En un estudio de 1995, los hombres negros fueron más propensos que los hombres blancos a usar la palabra "grande" para describir su concepción de una mujer posterior atractiva.

### Masa corporal

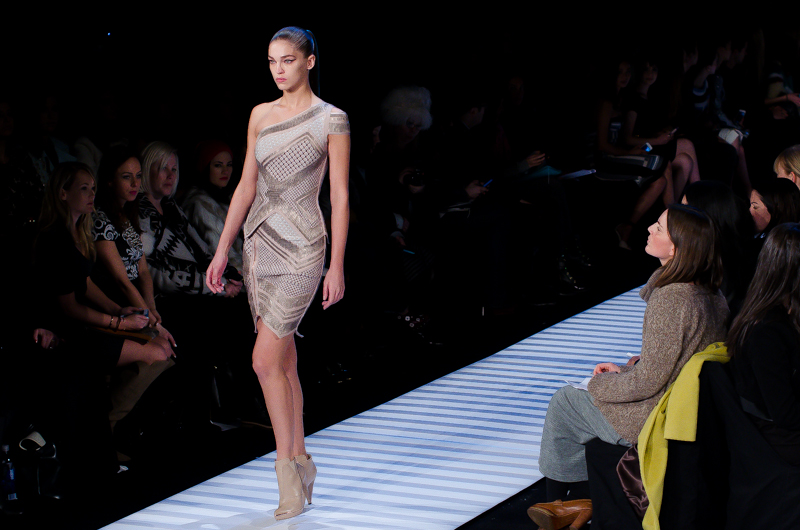
Modelo de Herve Leger que acentúa un menor ICC

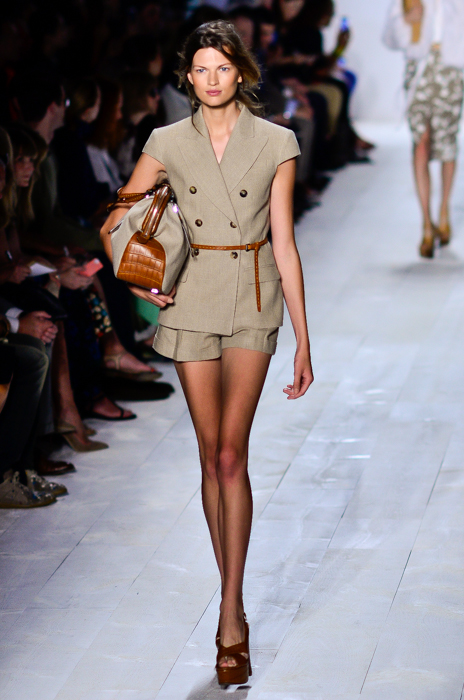
Bette Franke- foto de Christopher Macsurak

El índice de masa corporal (IMC) es un determinante importante para la percepción de la belleza. A pesar de que el ideal occidental es de una mujer delgada, algunas culturas prefieren las mujeres más gordas, lo que se ha argumentado para apoyar que esa atracción por un IMC en particular simplemente es un artefacto cultural. La atracción por un cuerpo bien proporcionado también influye en el atractivo para la postura erecta. Una encuesta multicultural que comparó las preferencias de masa corporal entre 300 individuos de las culturas más estudiadas del mundo mostró que el 81 % de las culturas prefería un tamaño corporal femenino que en español se describiría como "rollizo".
La disponibilidad de alimentos influye en qué tamaño del cuerpo femenino sea atractivo, lo que puede tener motivos evolutivos. Las sociedades con escasez de alimentos prefieren un tamaño corporal femenino más grande que las sociedades que tienen mucha comida. En la sociedad occidental, los hombres que tienen hambre prefieren un tamaño corporal femenino mayor que cuando no tienen hambre.
El IMC ha sido criticado por combinar grasa y músculo, y estudios más recientes se han concentrado en la composición corporal. Entre los estudiantes universitarios australianos, se encontró que la composición corporal más atractiva para las mujeres (10,31 kg de grasa, 42,45 kg de músculo) era más baja en grasa que la composición más saludable, y estaba por debajo del rango saludable.
En los Estados Unidos, las mujeres sobreestiman las preferencias de los hombres por la delgadez en una pareja. En un estudio, se les pidió a las mujeres estadounidenses que escogieran cuál era su construcción ideal y cual pensaban que era la construcción más atractiva para los hombres. Las mujeres eligieron cifras más delgadas que el promedio para ambas opciones. Cuando a los hombres estadounidenses se les pidió independientemente que eligieran la estructura femenina más atractiva para ellos, los hombres eligieron figuras de complexión promedio. Esto indica que las mujeres pueden ser engañadas en cuanto a qué tan delgadas los hombres prefieren que sean las mujeres. Algunos especulan que la delgadez como estándar de belleza es una forma en que las mujeres se juzgan entre sí y que la delgadez se considera de prestigio para las evaluaciones dentro del género de las otras mujeres. Un periodista conjeturó que la delgadez es muy apreciada entre las mujeres como un "signo de independencia, fortaleza y logro". Algunos implicaron a la industria de la moda en la promulgación de la noción de delgadez como atractiva.
Los asiáticos orientales históricamente han preferido a mujeres cuyos cuerpos tenían pequeñas características. Por ejemplo, durante el período de Primaveras y Otoños de la historia china, las mujeres en los harenes chinos querían tener un cuerpo delgado para ser atractivas para el emperador chino. Más tarde, durante la dinastía Tang, un tipo de cuerpo menos delgado fue visto como el más atractivo para las mujeres chinas. En la sociedad árabe de la Edad Media, un componente del ideal de belleza femenina era que las mujeres fuesen esbeltas como un "bastón" o una "ramita". En el texto chino "Secretos de la cámara enjoyada" (chino: 玉 房 秘 訣) del período de las Seis Dinastías, se describió que la mujer ideal no era "de huesos grandes".
En la época victoriana, se esperaba que las mujeres que se adherían a los ideales victorianos limitaran su consumo de alimentos para alcanzar la figura delgada ideal. En la literatura inglesa, en general las mujeres "esbeltas" se consideran bellas.

### Proporción cintura cadera
Artículo principal: Índice cintura-cadera
Se ha demostrado que un ICC de 0,7 para las mujeres se correlaciona fuertemente con la salud general y la fertilidad. Las mujeres dentro del rango 0.7 tienen niveles óptimos de estrógeno y son menos susceptibles a enfermedades importantes como la diabetes, las enfermedades cardíacas y los cánceres de ovario. Las mujeres con alto ICC (0,80 o más) tienen tasas de embarazo significativamente más bajas que las mujeres con ICC más bajos (0,70-0,79), independientemente de su IMC. Los psicólogos evolutivos han propuesto que la proporción cintura-cadera femenina es un componente importante de la elección de pareja, porque se cree que este rasgo proporciona una indicación fiable del valor reproductivo de una mujer.
Tanto los hombres como las mujeres juzgan más atractivas a las mujeres con proporciones más pequeñas entre cintura y cadera. Los grupos étnicos varían con respecto a su proporción ideal cintura-cadera para mujeres, que van desde 0,6 en China, a 0,8 o 0,9 en partes de América del Sur y África, y también se han observado preferencias divergentes basadas en la etnia, en lugar de la nacionalidad. Un estudio encontró que los machiguengas, un grupo étnico indígena sudamericano aislado, prefieren mujeres con un alto RCC (0,9). Se ha interpretado que la preferencia por mujeres más pesadas pertenece a sociedades en las que no hay riesgo de obesidad.

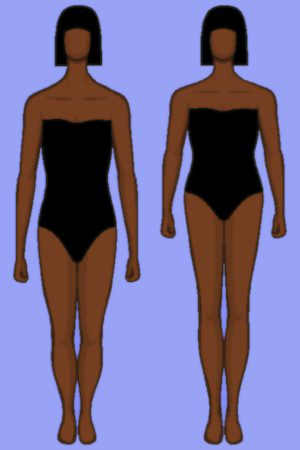
Dibujo de dos figuras femeninas de los extremos de la relación piernas-cuerpo (RPC) utilizados en el experimento por Swami et al. (2006) para descubrir qué RPC se considera el más atractivo. La figura femenina con el RPC más bajo y las piernas más cortas a la izquierda tenía los puntajes de atractivo promedio más bajos, mientras que la figura con el RPC más alto y las piernas más largas a la derecha tenía las calificaciones de atractivo promedio más altas de hombres y mujeres británicos.

En chino, la frase "cintura de sauce" (chino: 柳 腰) se usa para designar a una mujer hermosa describiendo su cintura como esbelta como una rama de sauce.
En la época victoriana, una cintura pequeña se consideraba el rasgo principal de una mujer hermosa.

### Altura

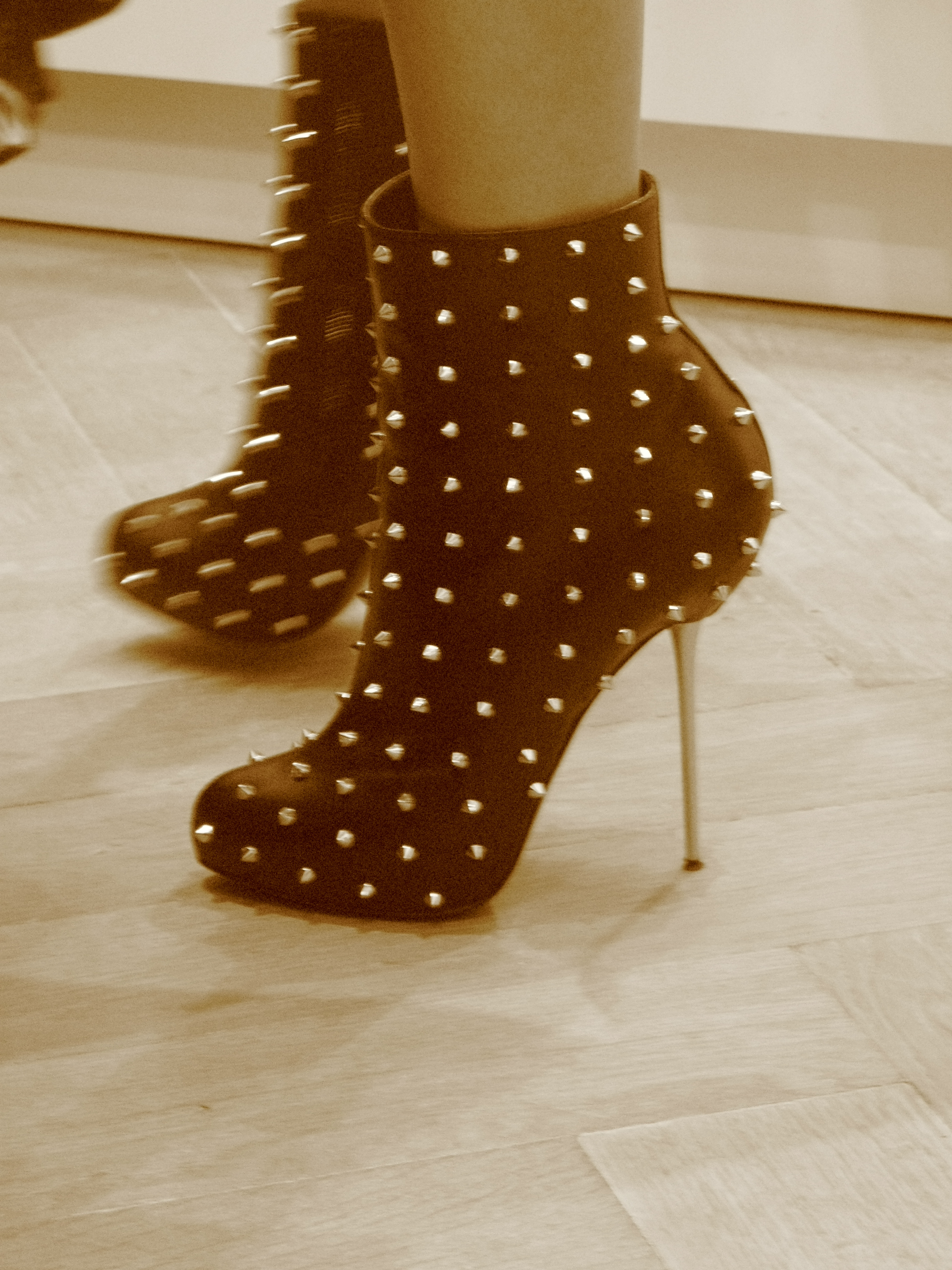
Algunos zapatos como estos de Christian Louboutin acortan visualment los pies

La mayoría de los hombres tienden a ser más altos que sus parejas femeninas. Se ha encontrado que, en las sociedades occidentales, la mayoría de los hombres prefieren mujeres más bajas. Habiendo dicho esto, la altura es un factor más importante para una mujer al elegir un hombre que para un hombre que elige una mujer. Los hombres tienden a ver a las mujeres más altas como menos atractivas, y las personas ven a las parejas heterosexuales donde la mujer es más alta como menos ideales. Se ha informado que las mujeres con desviaciones estándar de 0,7 a 1,7 por debajo de la altura media de la mujer son las que tienen mayor éxito reproductivo, dado que se casan menos mujeres altas en comparación con las mujeres más bajas. Sin embargo, en otros grupos étnicos, como los Hadza, el estudio ha encontrado que la altura es irrelevante al elegir un compañero.
En la literatura inglesa, en general la "altura" es una característica de las mujeres idealmente bellas.

### Proporción piernas-cuerpo
Un estudio que utilizó participantes polacos por Sorokowski encontró que las piernas un 5% más largas que la relación promedio entre la persona y la pierna, tanto para el hombre como para la mujer, se consideraron más atractivas. El estudio concluyó que esta preferencia podría deberse a la influencia de modelos de pasarela de piernas largas. En otro estudio en el que se utilizaron participantes británicos y estadounidenses, se determinó que relación pierna-cuerpo "media" era la más ideal.
Un estudio de Swami et al. de estudiantes británicos masculinos y femeninos mostraron una preferencia por hombres con piernas tan largas como el resto de su cuerpo y mujeres con un 40% de piernas más largas que el resto de su cuerpo. El investigador concluyó que esta preferencia podría estar influenciada por la cultura estadounidense, donde las mujeres de piernas largas son retratadas como más atractivas.

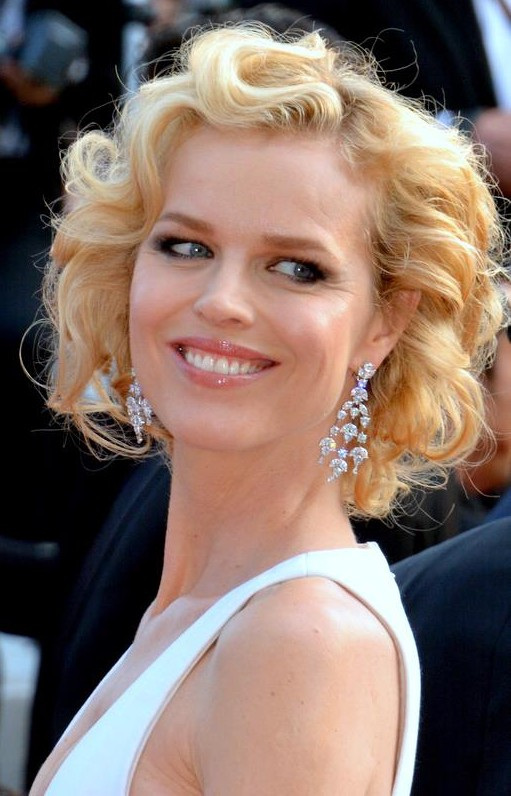
Eva Herzigova. Cannes 2016

Marco Bertamini criticó a Swami et al. estudio para utilizar una imagen de la misma persona con longitudes de pierna alteradas digitalmente que, a su juicio, haría que la imagen modificada no pareciera realista. Bertamini también criticó el estudio de Swami por solo cambiar la longitud de la pierna y mantener la longitud del brazo constante. Después de tomar en cuenta estas preocupaciones en su propio estudio, el estudio de Bertamini, que utilizó figuras de palo también encontró una preferencia por las mujeres con piernas proporcionalmente más largas que los hombres. Cuando Bertamini investigó el problema del posible dimorfismo sexual de la longitud de la pierna, encontró dos fuentes que indicaban que los hombres suelen tener piernas proporcionalmente más largas que las mujeres o que las diferencias en la proporción de la longitud de la pierna pueden no existir entre hombres y mujeres. Después de esta revisión de la literatura existente sobre el tema, condujo sus propios cálculos utilizando datos de 1774 hombres y 2208 mujeres. Usando estos datos, encontró de manera similar que los hombres generalmente tienen piernas proporcionalmente más largas que las mujeres o que las diferencias en la proporción de la longitud de las piernas pueden no existir entre hombres y mujeres. Estos hallazgos le hicieron descartar la posibilidad de que una preferencia por las mujeres con piernas proporcionalmente más largas que los hombres se deba a que las piernas proporcionalmente más largas son una característica sexual secundaria de las mujeres.

### Tamaño de los pies
De acuerdo con algunos estudios, la mayoría de los hombres prefieren mujeres con pies pequeños, como en la antigua China donde se practicaba la fijación del pie.
En la literatura rabínica judía, los rabinos consideraban que los pies pequeños eran el tipo ideal de pies para las mujeres.

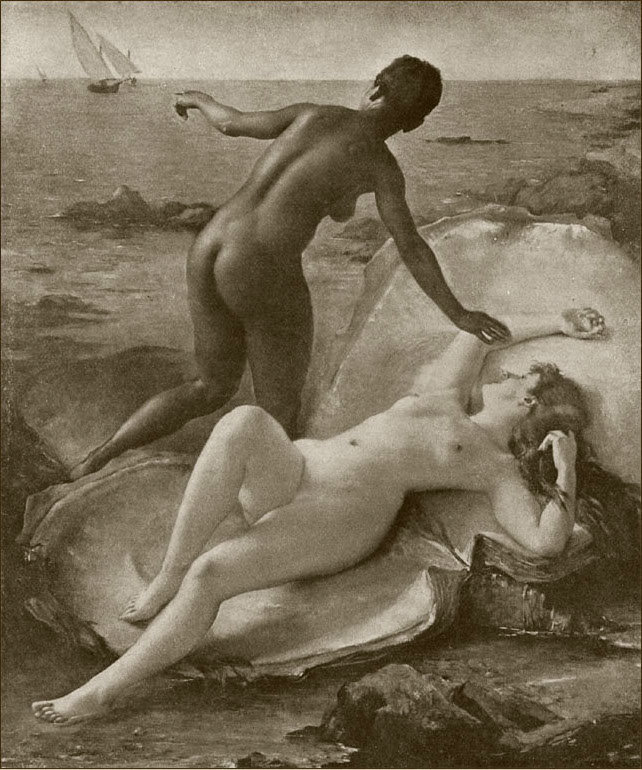
Fernand Le Quesne - Les Deux Perles (Las dos perlas, 1889). Esta pintura fue pensada para "contrastar a un caucásico con una belleza africana". En la pintura, la mujer negra representa la belleza de una perla negra y la mujer blanca representa la belleza de una perla blanca.

### Cabello
Se ha encontrado que los hombres prefieren las mujeres de pelo largo. Una explicación psicológica evolutiva para esto es que la desnutrición y las deficiencias en minerales y vitaminas causan pérdida de cabello o cambios en el cabello. Por lo tanto, el cabello indica salud y nutrición durante los últimos 2-3 años. El cabello brillante también suele ser una preferencia intercultural. Un estudio informó que los hombres no asiáticos prefieren las rubias y los hombres asiáticos prefieren las mujeres de pelo negro.
Un componente del ideal de belleza femenina en la literatura persa es que las mujeres tengan el pelo negro, que también se prefirió en la sociedad árabe en la Edad Media. En la literatura inglesa, en general el cabello rizado es un componente necesario de una mujer hermosa.

### Patrones de movimiento
La forma en que se mueve un individuo puede indicar la salud e incluso la edad e influir en el atractivo. Un estudio que refleja los puntos de vista de 700 personas y que involucró representaciones animadas de personas caminando, descubrió que el atractivo físico de las mujeres aumentó en aproximadamente un 50 por ciento cuando caminaron con una inclinación de la cadera. De manera similar, el atractivo percibido de los hombres se duplicó cuando se movieron con una arrogancia en sus hombros.

### Tono de piel y luminosidad de la piel
La preferencia por las mujeres de piel más clara ha seguido prevaleciendo con el tiempo, incluso en culturas sin contacto europeo. El antropólogo Peter Frost afirmó que, dado que a los hombres de mayor rango se les permitía casarse con las mujeres más atractivas, que tendían a tener la piel clara, las clases altas de una sociedad generalmente tendían a desarrollar una complexión más clara que las clases bajas mediante la selección sexual (véase también Modelo de selección sexual runaway de Fisher). En contraste, un estudio sobre hombres de la tribu Bikosso en Camerún no encontró preferencia por el atractivo de las mujeres basado en un color de piel más claro, cuestionando la universalidad de estudios anteriores que se habían centrado exclusivamente en las preferencias de color de la piel entre poblaciones no africanas.
Actualmente, el blanqueamiento de la piel no es infrecuente en partes del mundo como África, y la preferencia por mujeres de piel más clara generalmente es válida para los afroamericanos, latinoamericanos, y los asiáticos. Una excepción a esto ha sido la cultura occidental contemporánea, donde la piel curtida solía asociarse con el trabajo manual expuesto al sol de la clase baja, pero generalmente se la ha considerado más atractiva y saludable desde mediados del siglo XX.

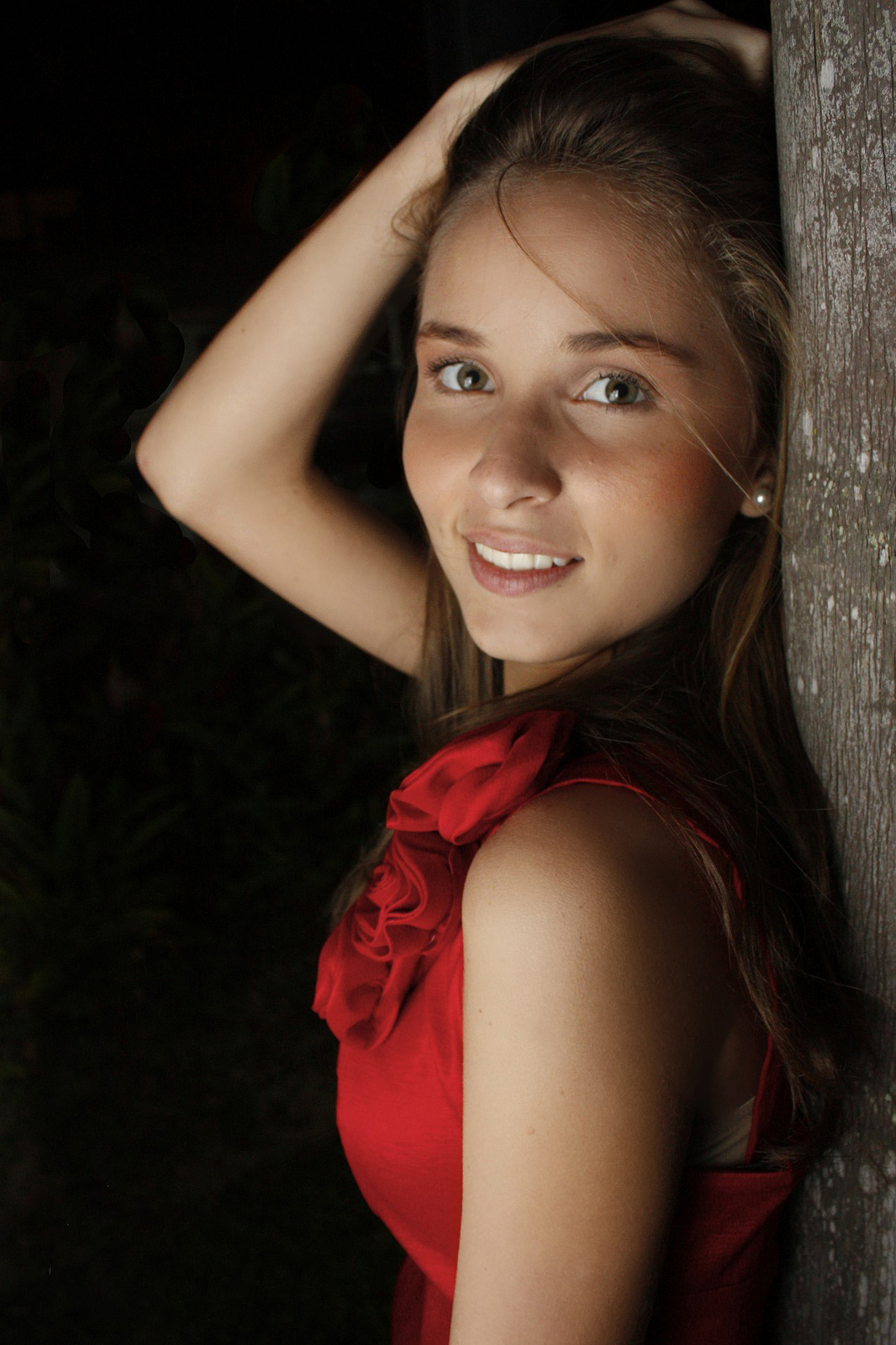
Foto de Daniel Atun

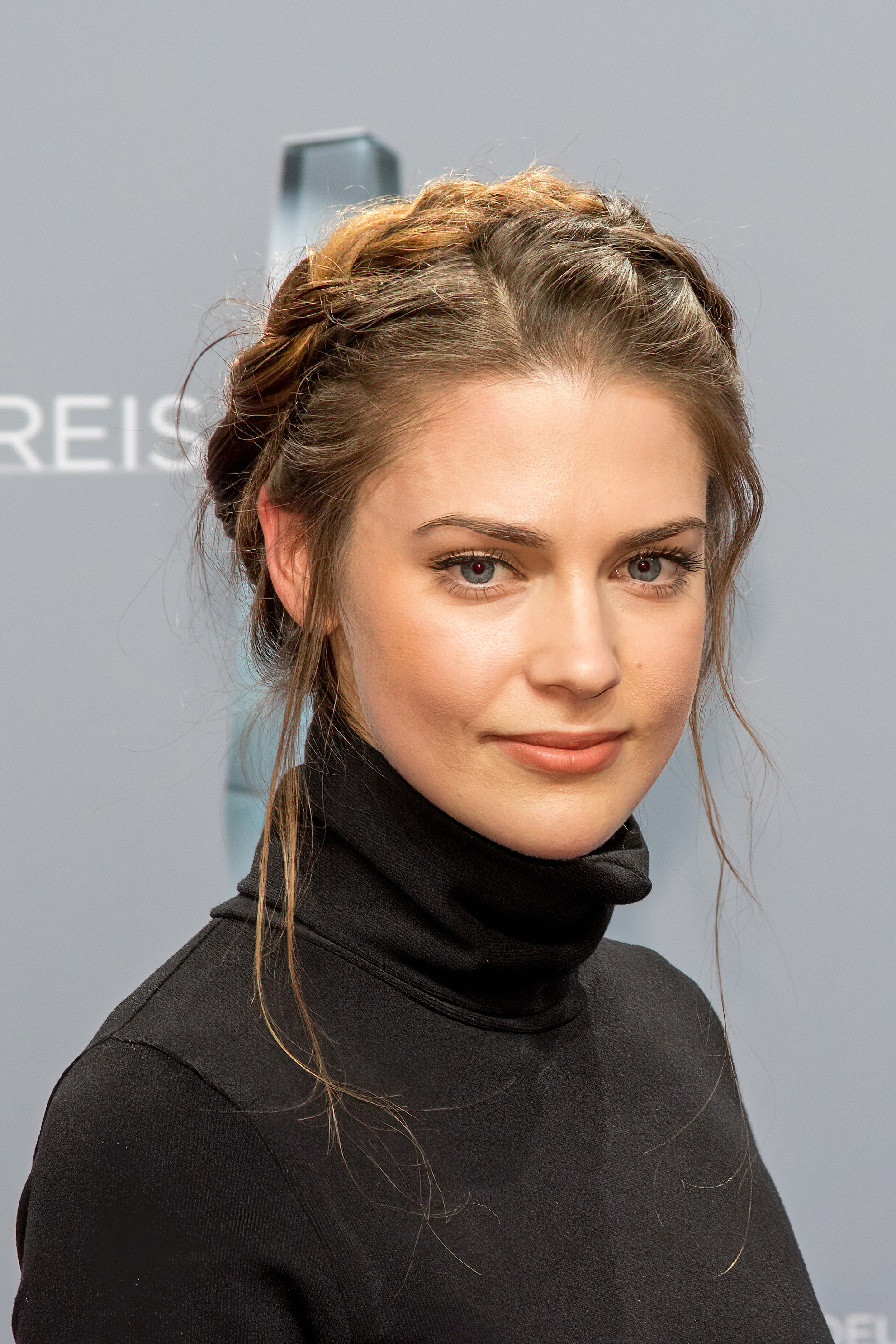
Laura Berlin. 2018

Trabajos más recientes han ampliado la investigación del color de la piel más allá de las preferencias por la claridad, argumentando que la piel más roja y más amarilla tiene una apariencia más saludable. Estas preferencias se han atribuido a niveles más altos de sangre oxigenada roja en la piel, que se asocia con la aptitud aeróbica y la falta de enfermedades cardíacas y respiratorias, y con niveles más altos de carotenoides antioxidantes de color amarillo-rojo en la piel, indicativos de más frutas y verduras en la dieta y, posiblemente, sistemas inmune y reproductivo más eficientes.
La investigación también ha demostrado que el resplandor de la piel o la piel brillante indica salud, por lo que el resplandor de la piel influye en la percepción de la belleza y el atractivo físico.

### Atractivo impulsado por la fertilidad

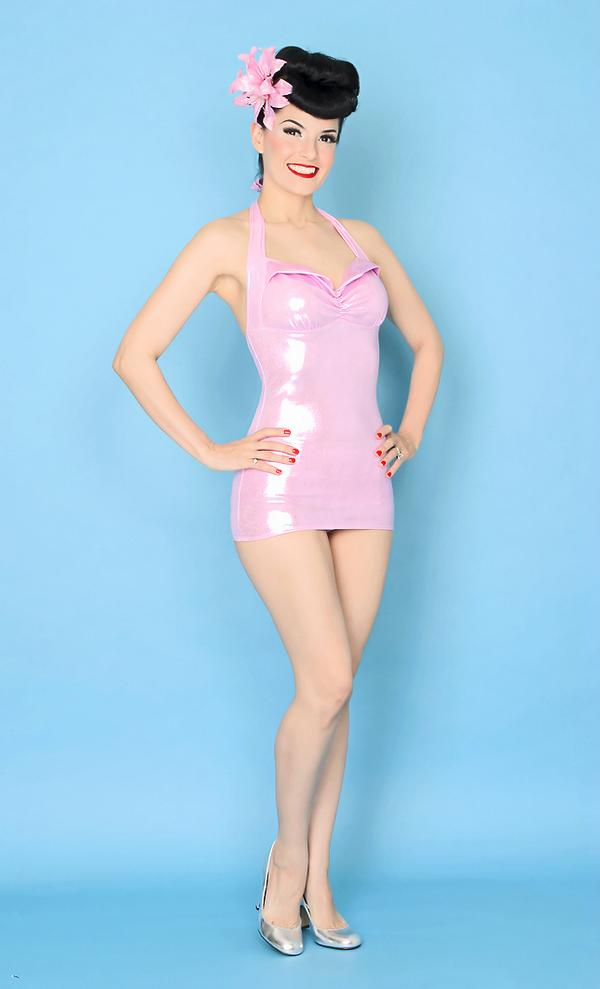
Bernie Dexter, modelo pin-up. 2008

Hay algunos cambios sutiles en el atractivo percibido de las mujeres a lo largo del ciclo menstrual. Durante su fase más fértil, podemos observar algunos cambios en el comportamiento y la fisiología de las mujeres. Un estudio realizado por G. Miller (2007) examinó la cantidad de ganancias de propinas de las lap dancers a lo largo del ciclo menstrual. Descubrió que las bailarinas recibían casi 15 USD más cuando estaban cerca de la ovulación que durante el resto del mes. Esto sugiere que las mujeres son más atractivas durante la fase de ovulación o que experimentan un cambio significativo en su comportamiento. Algunos otros estudios han encontrado que hay diferencias sutiles en las caras de las mujeres cuando están en su fase fértil. Bobst y Lobmaier (2012) crearon 20 fotografías de prototipos, algunas de una mujer durante la ovulación y otras durante la fase lútea. A los hombres se les pidió elegir las caras más atractivas, más afectuosas y más coquetas. Encontraron una preferencia significativa por la fase folicular (ovulación). Esto sugiere que las diferencias de forma sutiles en las caras que ocurren durante la fase de ovulación de la hembra son suficientes para atraer más a los hombres. Esta idea es respaldada por otro estudio, donde se realizó un experimento similar. Hombres y mujeres tuvieron que juzgar fotografías de rostros de mujeres tomadas durante su fase fértil. Todos fueron calificados como más atractivos que durante la fase no fértil. Son algunas señales sutiles visibles de la ovulación en las mujeres y se perciben como más atractivas, lo que lleva a la idea de que podría ser un mecanismo adaptativo para elevar el valor de pareja de una mujer en ese momento específico (cuando la probabilidad de concepción es máxima ).

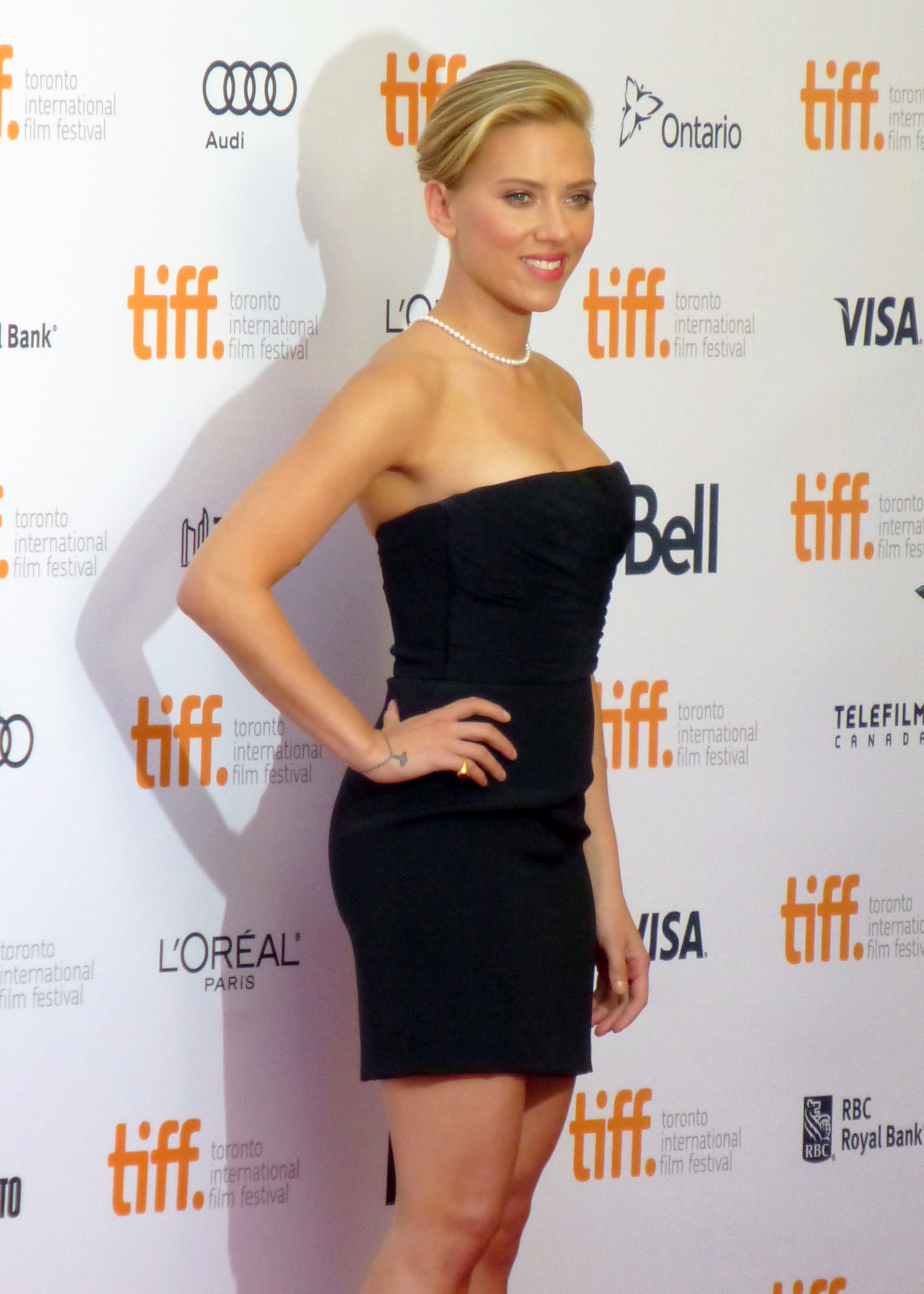
Scarlett Johansson en 2013

El atractivo de las mujeres, tal como lo perciben los hombres y las mujeres, difiere levemente en su ciclo menstrual, alcanzando su punto máximo cuando se encuentra en la fase de ovulación. Jones et al. (2008), se centró en las preferencias de las mujeres hacia la masculinidad, la salud aparente y la semejanza, y descubrió que varía a lo largo del ciclo. Explicaron que la función de los efectos de la fase del ciclo menstrual en las preferencias de salud aparente y el parecido en las caras es aumentar la probabilidad de embarazo.
Del mismo modo, las mujeres prefieren el olor de los hombres simétricos y los rostros masculinos durante las fases fértiles, así como exhibiciones masculinas estereotípicas, como la presencia social y la competitividad intrasexual directa.
Durante la fase folicular (fértil), las hembras prefieren más rasgos masculinos (rasgos dependientes de la testosterona, como la forma de la cara) que cuando están en la fase no fértil. Esos hallazgos se han encontrado en la voz, mostrando que las preferencias de las mujeres por voces más masculinas sobre las voces femeninas aumentan en la fase fértil del ciclo menstrual.
Pero no solo las preferencias de las mujeres varían a lo largo del ciclo, también sus comportamientos. Efectivamente, los hombres responden de manera diferente a las mujeres cuando están en ciclo ovulatorio, porque las mujeres actúan de manera diferente. Las mujeres en la fase ovulatoria flirtean más con los hombres que muestran marcadores de aptitud genética que en la fase fértil baja. Se ha demostrado en algunos estudios que, en general, se considera que las mujeres con alto contenido de estrógeno son más atractivas que las mujeres con niveles bajos de estrógeno. Las mujeres con alto nivel de estrógeno también pueden verse como más saludables o tener una cara más femenina.
Del mismo modo, un estudio investigó la capacidad de las mujeres para seleccionar hombres de alta calidad en función de su atractivo facial. Descubrieron que el atractivo facial se correlacionaba con la calidad del semen (bueno, normal o malo dependiendo de la morfología y motilidad de los espermatozoides). Cuanto más atractivo es el rostro de un hombre, su esperma es de mejor calidad.

### Ornamentación sexual

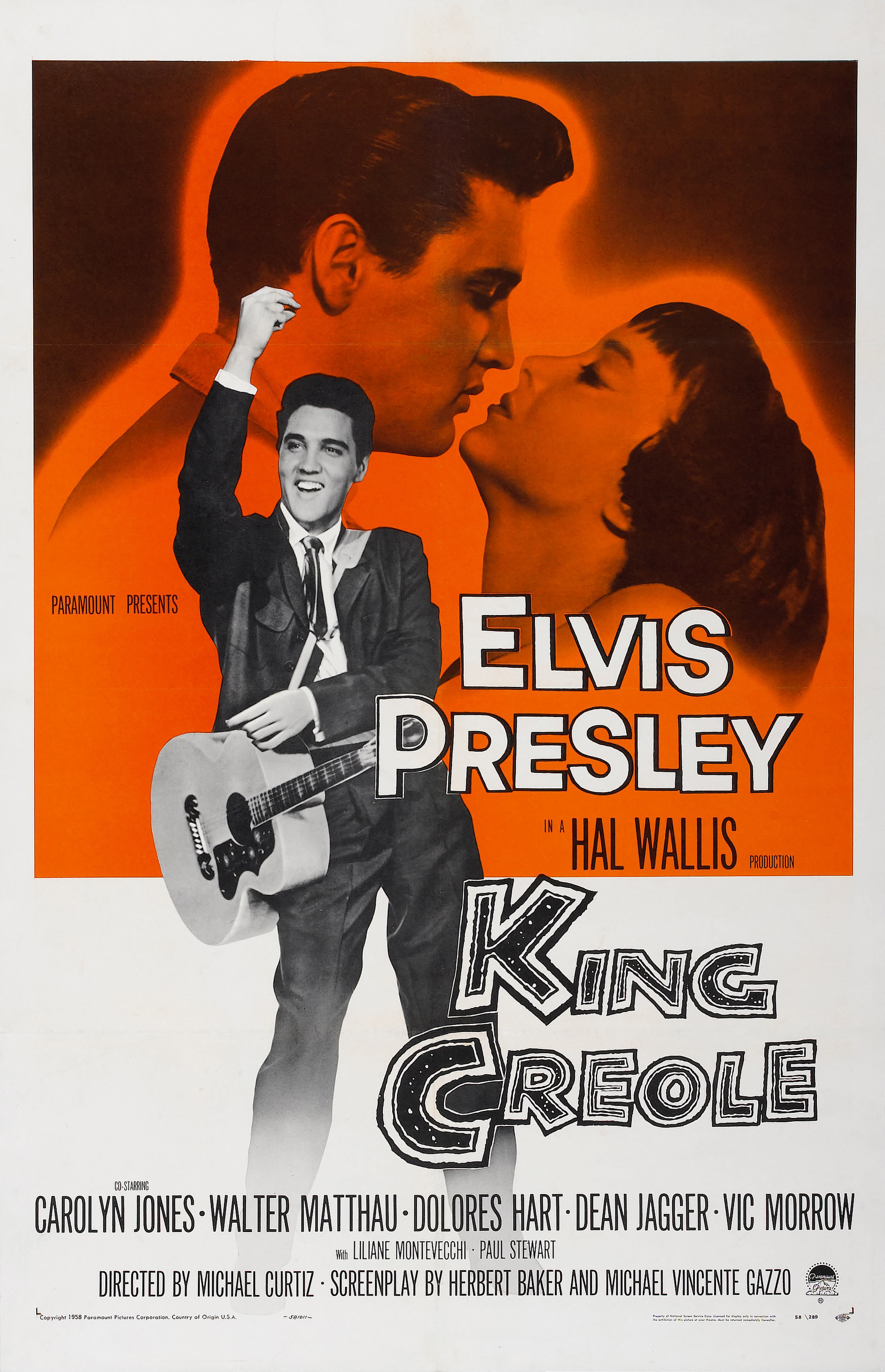
King Creole poster

Los adornos sexuales se ven en muchos organismos; en los humanos, las hembras tienen ornamentación sexual en forma de senos y nalgas. La atracción física a los adornos sexuales está asociada con la grasa ginecológica, en comparación con la grasa androide, que se considera poco atractiva. En las mujeres, las causas inmediatas del desarrollo de adornos sexuales se asocian con el predominio del estrógeno en la pubertad. La activación de los receptores de estrógeno alrededor del tejido óseo femenino provoca que la grasa ginecológica se deposite en los senos, las nalgas, las caderas y los muslos, produciendo una forma general del cuerpo femenino típico. Específicamente, los senos femeninos se consideran más atractivos cuando son simétricos, en lugar de asimétricos, ya que se cree que reflejan una buena estabilidad del desarrollo.
Los adornos sexuales se consideran características atractivas ya que se cree que indican un alto valor de pareja, fertilidad, y la capacidad de proporcionar una buena atención a la descendencia. Son rasgos seleccionados sexualmente presentes con el propósito de una señalización honesta y pueden capturar la atención visual del sexo opuesto, más comúnmente asociado con las mujeres captando la atención visual de los hombres. Se ha propuesto que estos ornamentos han evolucionado para publicitar la calidad personal y el valor reproductivo. La señalización honesta con ornamentos sexuales se asocia con la causalidad última de estos rasgos evolucionados. La evolución de estos ornamentos también se asocia con la competencia entre las mujeres con el fin de obtener los beneficios materiales proporcionados por hombres inteligentes y de alto estatus. En los humanos, una vez que estos adornos sexuales se desarrollan, son permanentes. Se cree que esto está asociado con la vinculación de la pareja a largo plazo en la que participan los seres humanos; las hembras humanas participan en actividades sexuales prolongadas fuera de su período fértil. Esto se relaciona con otra causa fundamental de ornamentos sexuales como la función de obtener beneficios materiales no genéticos de los hombres. En otras especies de animales, incluso en otras especies de primates, estos anuncios de valor reproductivo no son permanentes. Por lo general, es en el punto en el que la hembra es más fértil, cuando muestra hinchazones sexuales.
La adolescencia es el período de tiempo en que los seres humanos tienen la pubertad y experimentan cambios anatómicos en sus cuerpos a través del aumento de las hormonas sexuales liberadas en el cuerpo. La época adolescente es el período de tiempo en el que los ornamentos sexuales se maximizan y se alcanza el contenido máximo de grasa ginoide. En las mujeres, la edad promedio para esto es de aproximadamente 16 años. Las mamas femeninas se desarrollan en esta etapa no solo para prepararse para la reproducción, sino también debido a la competencia con otras hembras al mostrar su valor y calidad reproductiva a los machos.

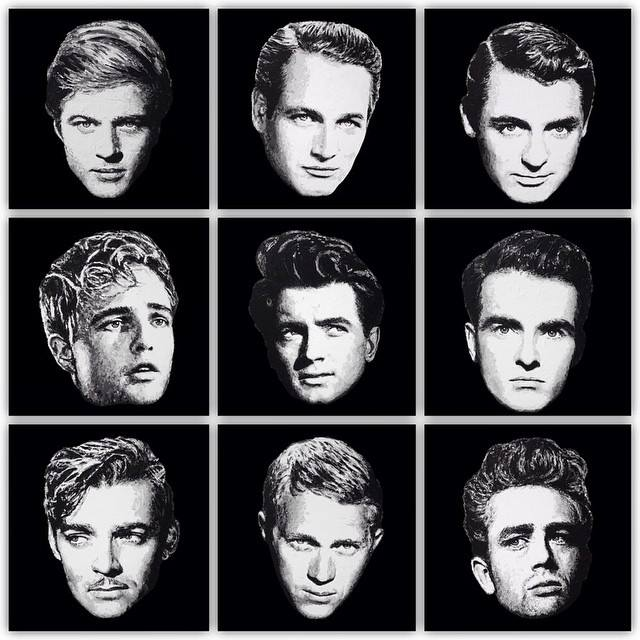
Divos Collection. Havi Schanz

## Atractivo físico masculino
Las mujeres, en promedio, tienden a sentirse más atraídas por los hombres que tienen una cintura relativamente estrecha, un torso en forma de V y hombros anchos. Las mujeres también tienden a sentirse más atraídas por los hombres que son más altos que ellas, y muestran un alto grado de simetría facial, así como un dimorfismo facial relativamente masculino.

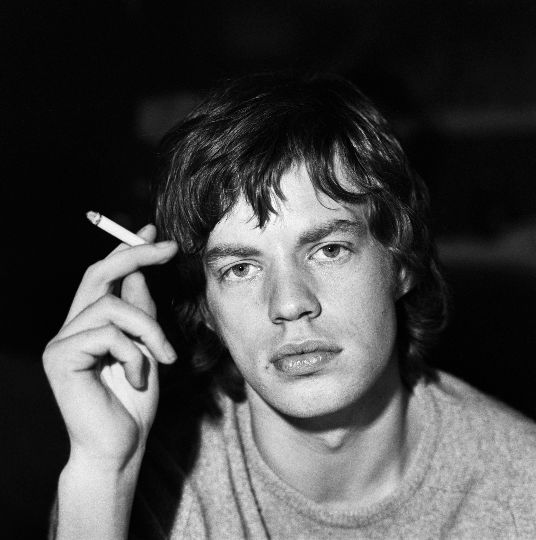
Mick-Jagger

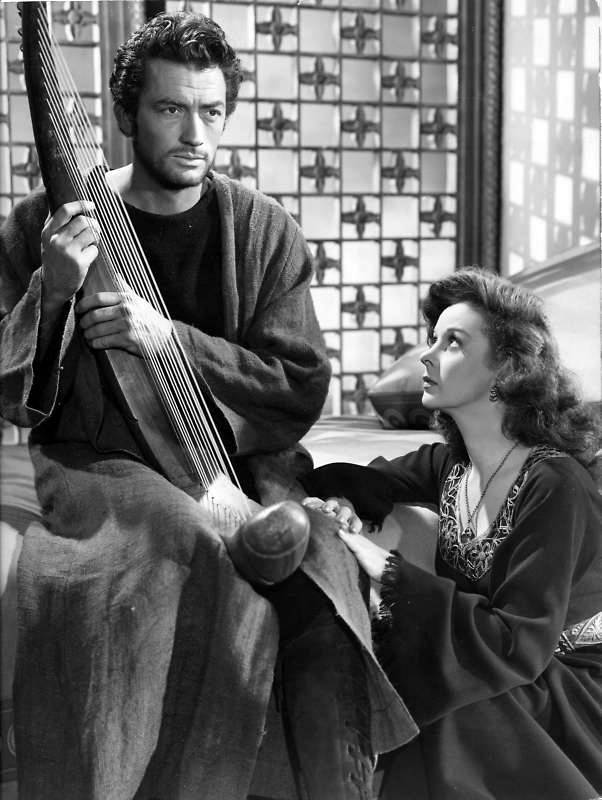
Gregory Peck y Susan Haywyard en David and Bathsheba. 1951

### Dimorfismo sexual
Los estudios han demostrado que las mujeres ovuladas heterosexuales prefieren rostros con rasgos masculinos asociados con una mayor exposición a la testosterona durante etapas clave del desarrollo, como una frente ancha, nariz y pómulos prominentes, mandíbula grande y mentón fuerte. El grado de diferencias entre los rasgos anatómicos masculinos y femeninos se llama dimorfismo sexual. Las mujeres encuestadas en la fase folicular de su ciclo menstrual tuvieron una probabilidad significativamente mayor de elegir un rostro masculino que aquellas en menstruación y fases lúteas, (o en aquellas que tomaban anticonceptivos hormonales). Esta distinción respalda la hipótesis del hijo sexy, que postula que es evolutivamente ventajoso para las mujeres seleccionar padres potenciales que sean más atractivos genéticamente, en lugar de los mejores cuidadores. Sin embargo, la probabilidad de las mujeres de esforzarse por ver los rostros masculinos no parece depender de su masculinidad, sino de un aumento general con los de sus niveles de testosterona.
Se sugiere que la masculinidad de las características faciales es una indicación confiable de buena salud, o, alternativamente, que los hombres de aspecto masculino tienen más probabilidades de alcanzar un alto estatus. Sin embargo, la correlación entre rasgos faciales atractivos y la salud ha sido cuestionada. Se ha informado que los factores socioculturales, como el atractivo autopercibido, el estado en una relación y el grado de conformidad de género, desempeñan un papel en las preferencias femeninas por los rostros masculinos. Los estudios han encontrado que las mujeres que se perciben a sí mismas como físicamente atractivas son más propensas a elegir hombres con dimorfismo facial masculino, que las mujeres que se perciben a sí mismas como físicamente poco atractivas. En los hombres, la masculinidad facial se correlaciona significativamente con la simetría facial: se ha sugerido que ambas son señales de estabilidad del desarrollo y salud genética. Un estudio cuestionó la importancia de la masculinidad facial en el atractivo físico de los hombres, argumentando que cuando se tiene en cuenta la salud percibida, que se tiene en cuenta en la masculinidad facial, hay poca diferencia en el atractivo físico. En un estudio comparativo que involucró a 4.794 mujeres de veintipocos años, se encontró una diferencia en la "preferencia de masculinidad" promedio de las mujeres entre los países.

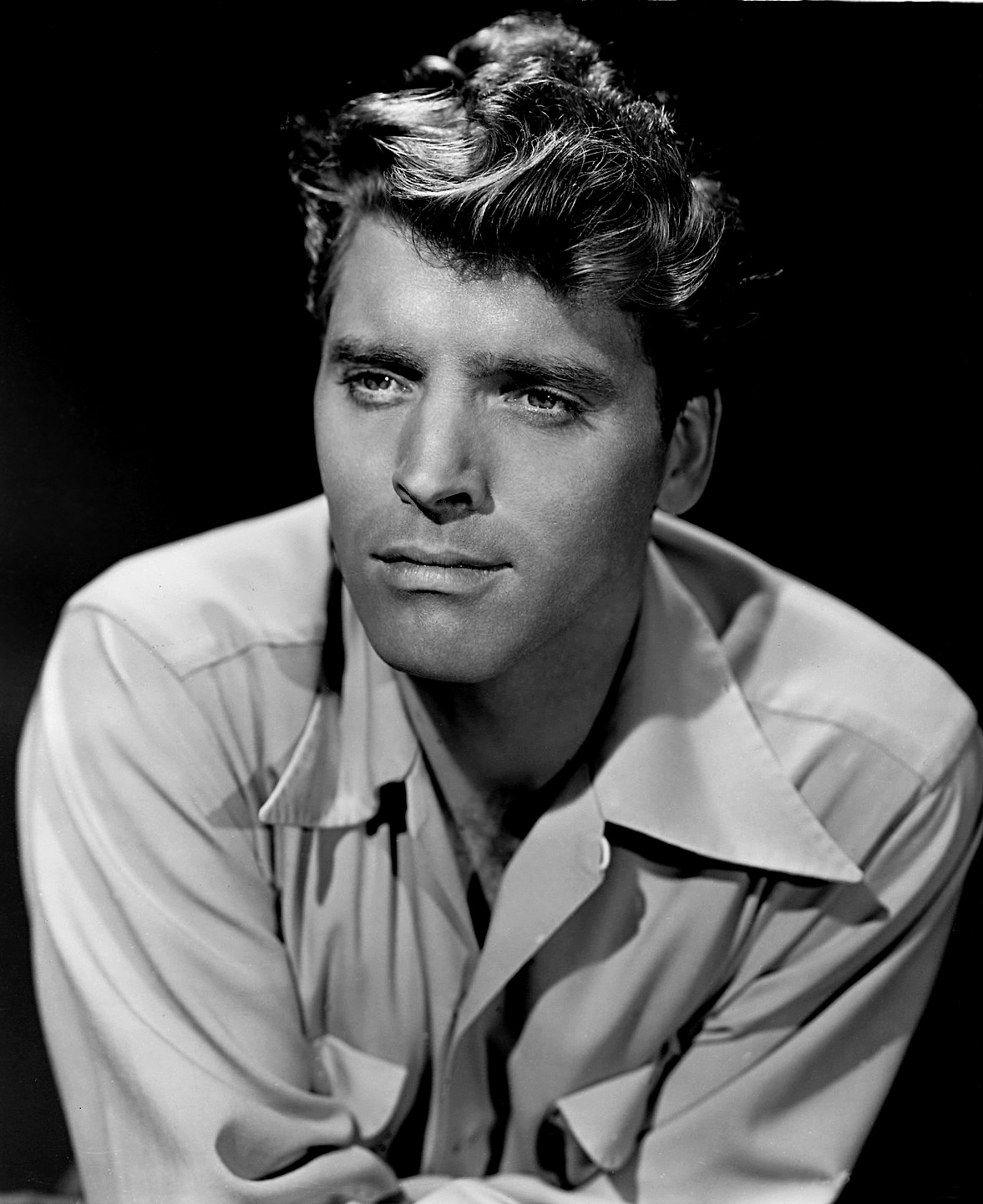
Burt Lancaster - 1947

Un estudio encontró que los mismos factores genéticos causan masculinidad facial tanto en hombres como en mujeres, de modo que un hombre con una cara más masculina probablemente tenga una hermana con una cara más masculina debido a que los hermanos tienen genes compartidos. El estudio también encontró que, aunque las caras femeninas que eran más femeninas eran juzgadas como más atractivas, no había asociación entre la masculinidad facial masculina y el atractivo facial masculino para las juezas. Con estos hallazgos, el estudio razonó que si una mujer se reproducía con un hombre con una cara más masculina, entonces sus hijas también heredarían una cara más masculina, haciendo que las hijas fueran menos atractivas. El estudio concluyó que debe haber otros factores que aprovechan la genética para los rostros masculinos para compensar su desventaja reproductiva en términos de "salud", "fertilidad" y "atractivo facial" cuando la misma genética está presente en las mujeres. El estudio razonó que la "ventaja selectiva" para los rostros masculinos debe "haber" sido debido a algún factor que no está directamente relacionado con las percepciones femeninas del atractivo facial masculino.

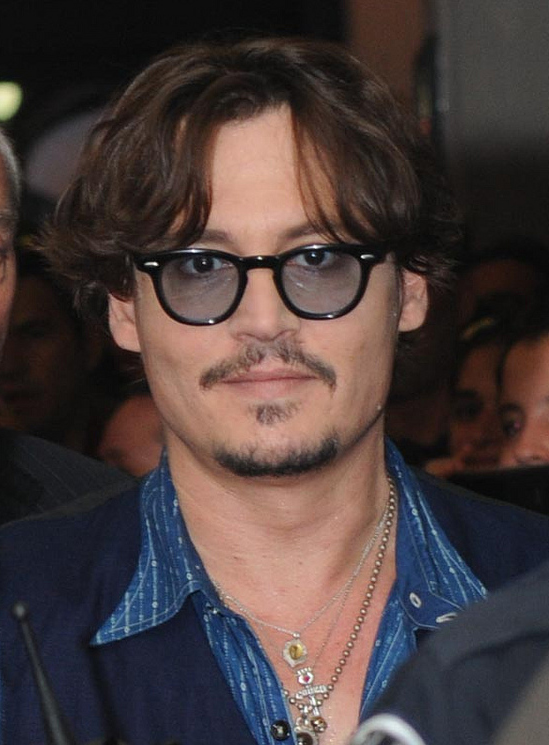
Johnny Depp - 2011

### Simetría

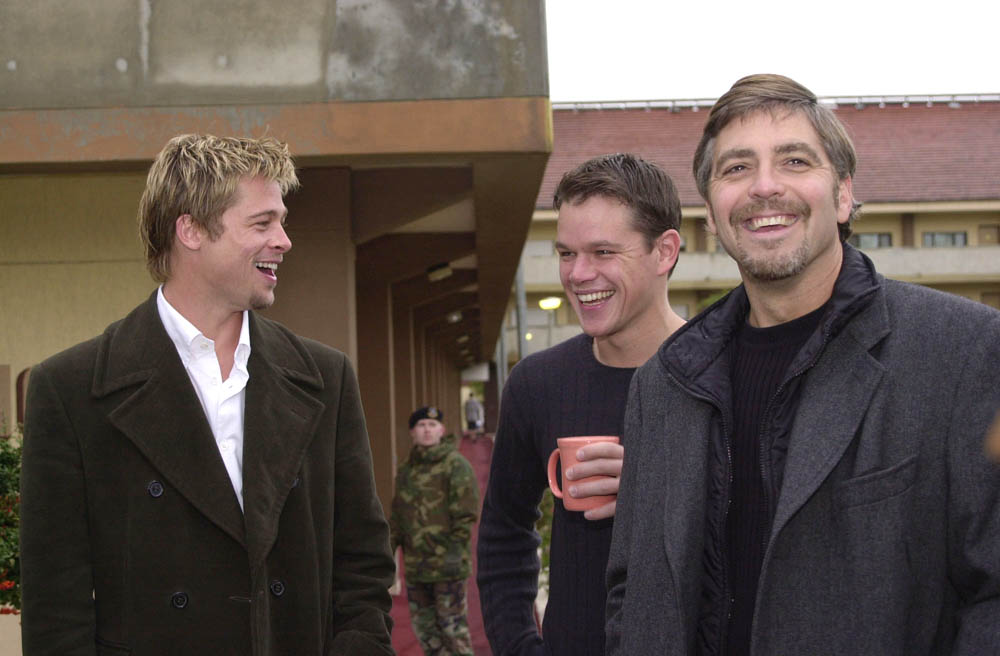
Brad Pitt, Matt Damon y George Clooney. 2001

Las caras y los cuerpos simétricos pueden ser signos de una buena herencia para las mujeres en edad fértil que buscan crear descendencia saludable. Los estudios sugieren que las mujeres se sienten menos atraídas por hombres con caras asimétricas, y las caras simétricas se correlacionan con el rendimiento mental a largo plazo y son una indicación de que un hombre ha experimentado "menos alteraciones genéticas y ambientales como enfermedades, toxinas, desnutrición o mutaciones genéticas mientras han crecido. Dado que lograr la simetría es una tarea difícil durante el crecimiento humano, que requiere miles de millones de reproducciones celulares mientras se mantiene una estructura paralela, para lograr la simetría que es una señal visible de la salud genética.
Los estudios también han sugerido que las mujeres en periodo de máxima fertilidad tenían más probabilidades de fantasear sobre hombres con mayor simetría facial, y otros estudios encontraron que la simetría masculina era el único factor que podía predecir significativamente la probabilidad de que una mujer experimentara un orgasmo durante el sexo. Las mujeres con parejas que poseen una mayor simetría informaron significativamente más orgasmos femeninos copulatorios que los reportados por mujeres con parejas que poseen baja simetría, incluso con muchas variables de confusión potenciales controladas. Se ha encontrado que este hallazgo se mantiene en diferentes culturas. Se ha argumentado que el dimorfismo facial masculino (en los hombres) y la simetría en las caras son señales que anuncian la calidad genética en las parejas potenciales. Las bajas asimetrías fluctuantes faciales y corporales pueden indicar buena salud e inteligencia, que son características deseables.
Los estudios han encontrado que las mujeres que se perciben a sí mismas como más atractivas físicamente son más propensas a favorecer a los hombres con un mayor grado de simetría facial, que las mujeres que se perciben a sí mismas como menos atractivas físicamente. Se ha encontrado que los hombres simétricos (y las mujeres) tienden a comenzar a tener relaciones sexuales a una edad más temprana, a tener más parejas sexuales y a tener más encuentros de una sola noche. También son más propensos a la infidelidad. Un estudio de los capitanes de equipo en la Liga Nacional de Fútbol Americano encontró una correlación positiva entre la simetría facial y los salarios.

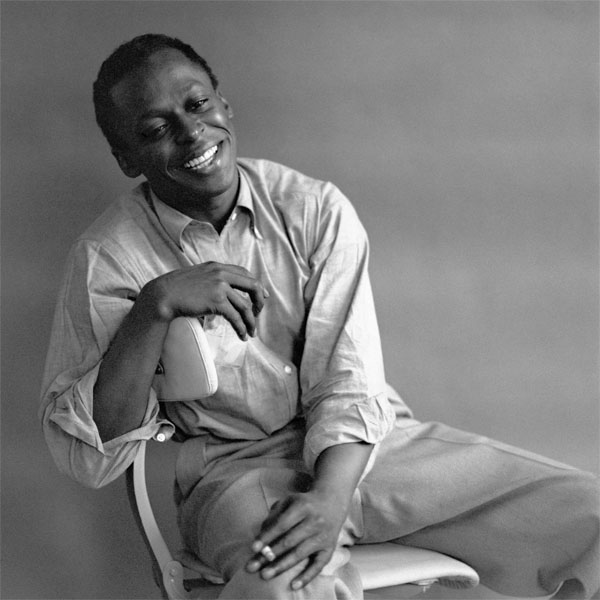
Miles Davis por Tom Palumbo. 1959

### Olor corporal

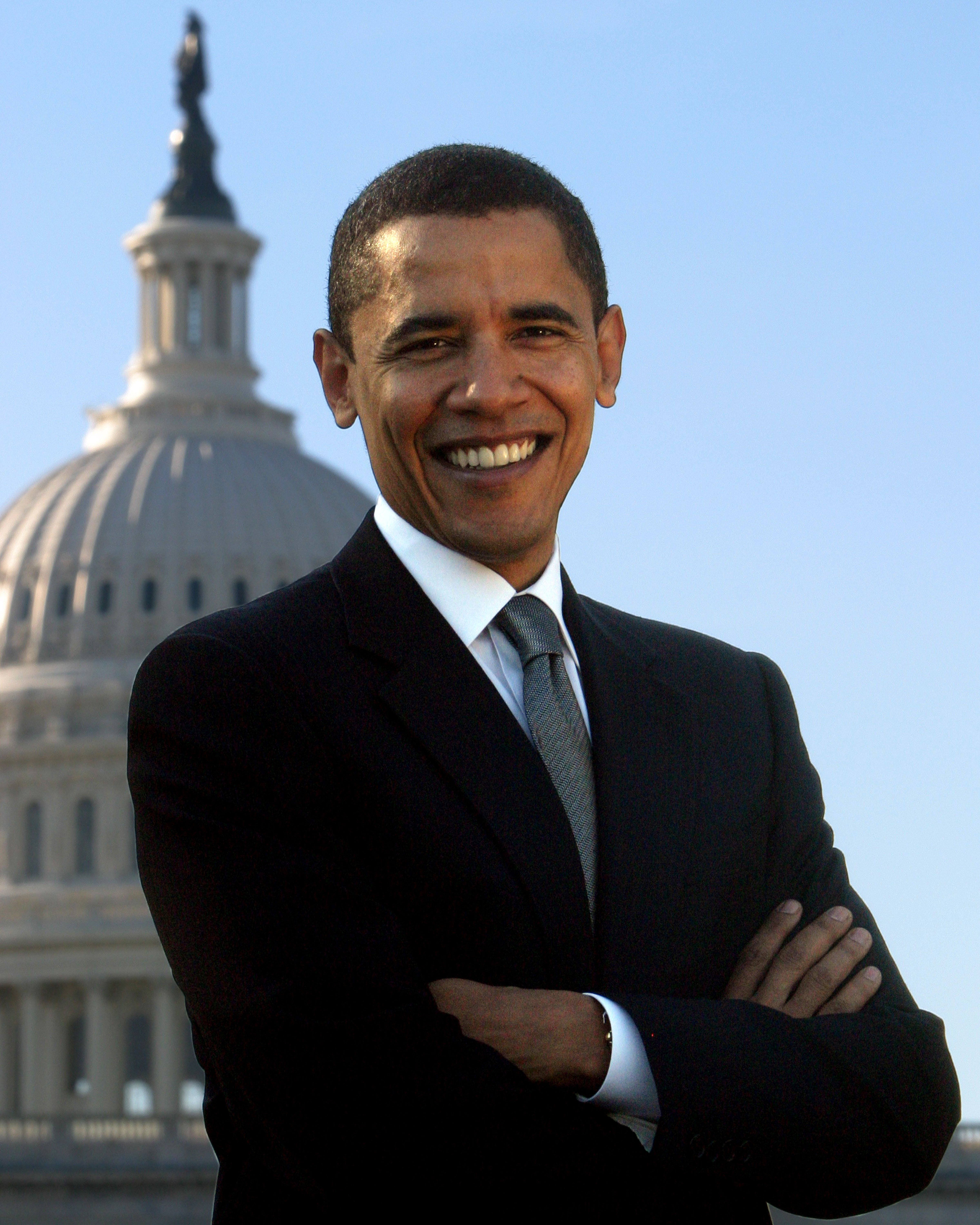
Barack Obama

Los estudios ciegos han descubierto que las mujeres prefieren el olor de los hombres que se consideran facialmente atractivos. Por ejemplo, tanto los hombres como las mujeres se sentían más atraídos por el aroma natural de individuos que habían sido calificados por consenso como facialmente atractivos. Además, también se ha demostrado que las mujeres prefieren el olor de los hombres con caras más simétricas, y que la preferencia de las mujeres por el olor de los hombres más simétricos es más fuerte durante el período más fértil de su ciclo menstrual. Dentro del conjunto de mujeres con ciclos normales, la preferencia individual de las mujeres por el olor de los hombres con alta simetría facial se correlacionó con su probabilidad de concepción. El olor corporal de los hombres también se ve afectado por su dieta, y las mujeres expresan preferencias por el olor corporal masculino asociado con un mayor contenido dietético de frutas y verduras y proteínas, y un contenido reducido de carbohidratos.

### Genética

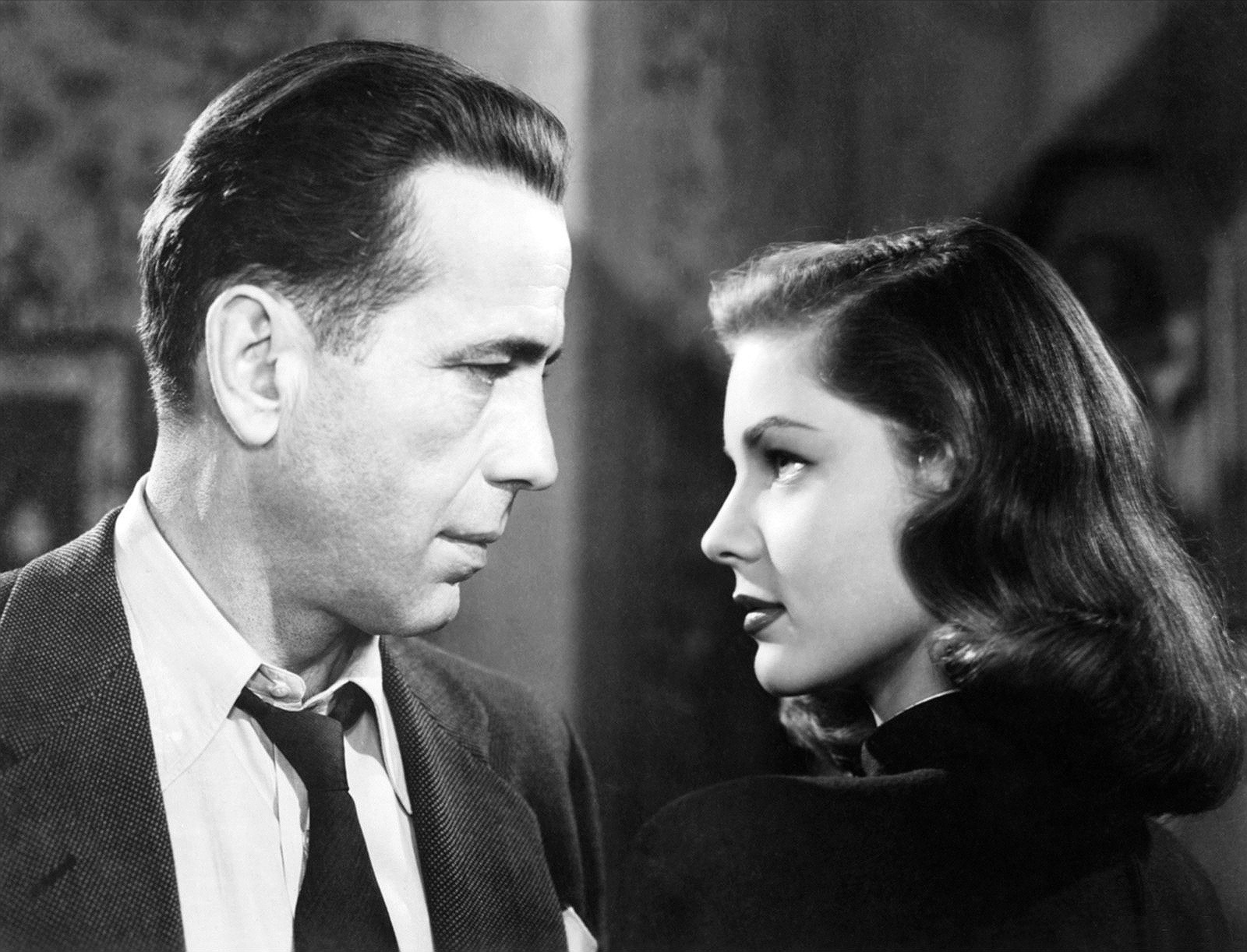
Bogart y Bacall en The Big Sleep, de 1946, cuando iniciaron su relación, ella tenía 19 años y él 46.

Los estudios han explorado la base genética detrás de cuestiones tales como la simetría facial y el olor corporal y cómo influyen en la atracción física. En un estudio en el que las mujeres usaban camisetas de hombres, los investigadores descubrieron que las mujeres se sentían más atraídas por las fragancias corporales en camisas de hombres que tenían un tipo diferente de sección genética dentro del ADN llamado complejo mayor de histocompatibilidad (CMH). El CMH es un gran área de genes dentro del ADN de los vertebrados que codifica proteínas que se relacionan con el sistema inmunitario y que influye en los olores corporales individuales.

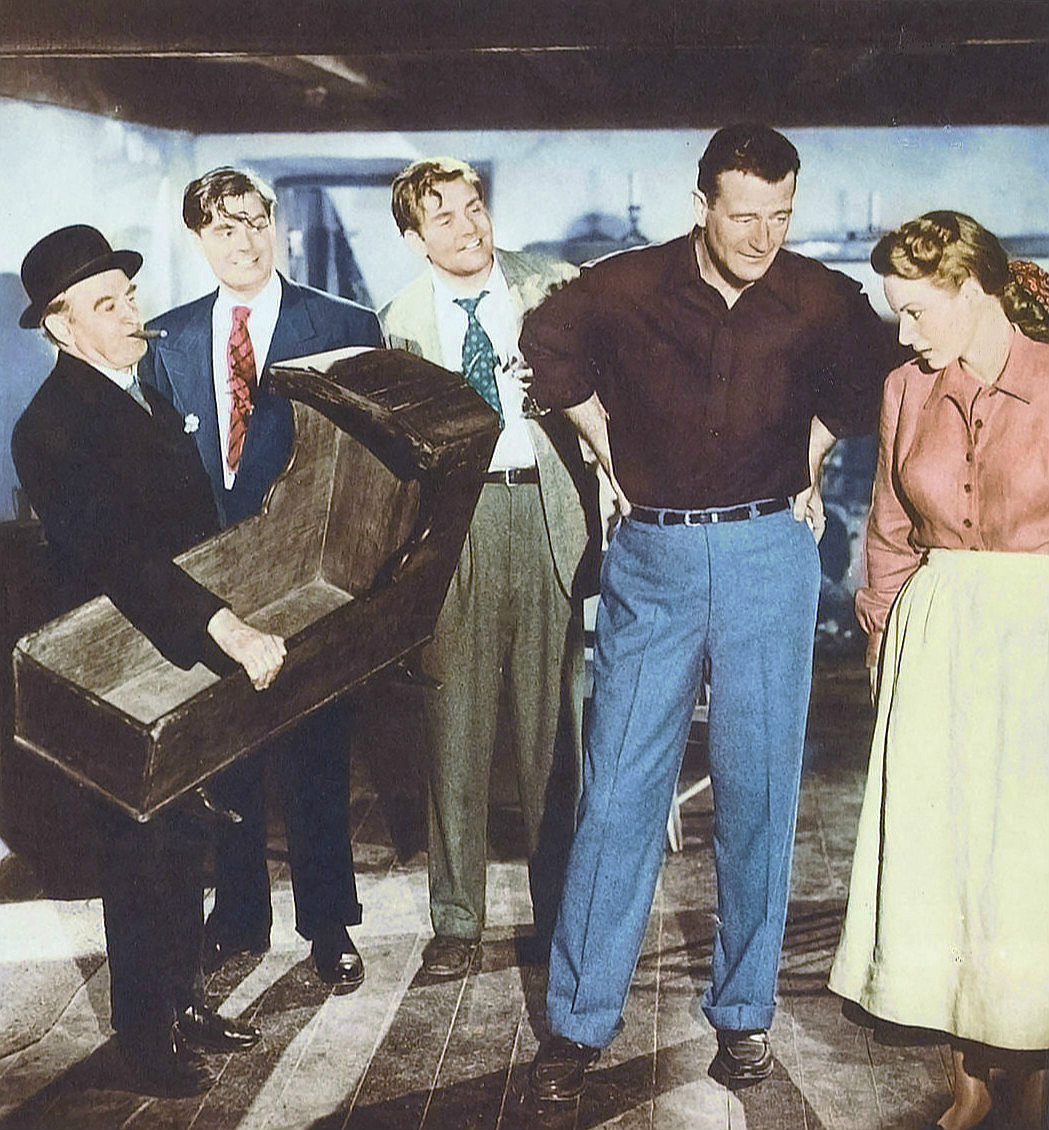
John Wayne y Maureen O'Hara en El hombre tranquilo, de 1952

Una hipótesis es que los humanos son naturalmente atraídos por el sentido del olfato y el gusto de otros con secciones diferentes del CMH, tal vez para evitar la endogamia posterior al tiempo que aumenta la diversidad genética de la descendencia. Además, hay estudios que muestran que la atracción natural de las mujeres para los hombres con perfiles inmunológicos diferentes puede distorsionarse con el uso de píldoras anticonceptivas. Otros hallazgos de la investigación que involucran los fundamentos genéticos de la atracción sugieren que la heterocigosidad del CMH se correlaciona positivamente con el atractivo facial masculino. Las mujeres juzgan que las caras de los hombres que son heterocigotos en los tres loci del CMH son más atractivas que las caras de los hombres que son homocigotos en uno o más de estos loci. Además, un segundo experimento con evaluadores genotipados, encontró que estas preferencias eran independientes del grado de similitud del CMH entre los hombres y la evaluadora. Con la heterocigosidad del CMH considerada independientemente como una ventaja genética, los resultados sugieren que el atractivo facial en los hombres puede ser una medida de la calidad genética. Se ha demostrado que la heterocigosidad genética general está relacionada con el atractivo en personas con antecedentes genéticos mixtos (es decir, personas de raza mixta) como más atractivas que las personas con padres genéticos más similares (es decir, personas de una sola raza).

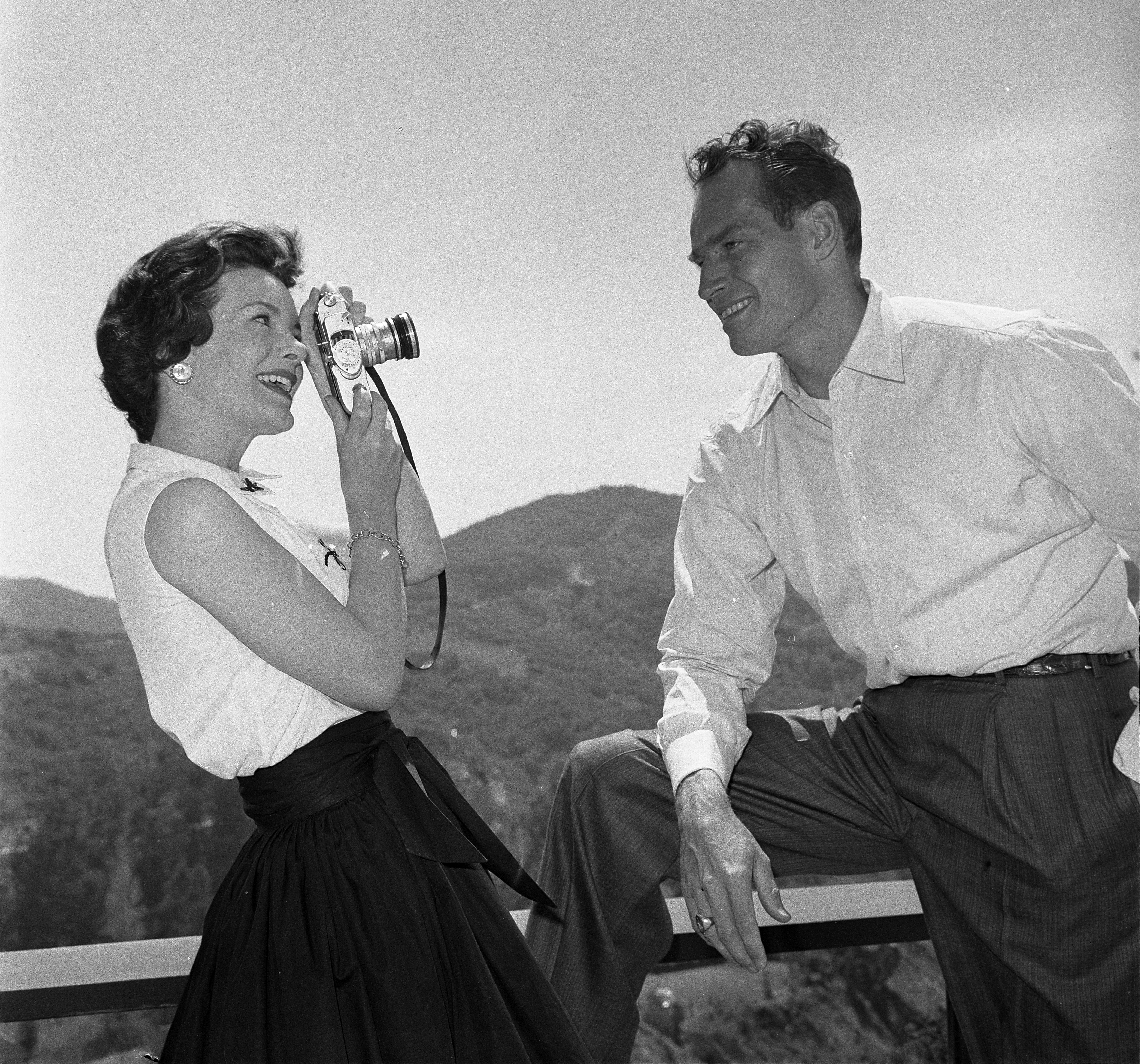
Charlton Heston y su esposa,1960

### Juventud
Un estudio de 2010 de OkCupid sobre 200.000 de sus usuarios de sitios de citas masculinos y femeninos descubrió que las mujeres, excepto las de entre los 20 y los 30 años, están abiertas a relaciones con hombres algo mayores y algo más jóvenes y tienen un mayor potencial de citas que los hombres hasta los 26 años. A los 20 años, las mujeres, en un "cambio dramático", comienzan a enviar mensajes privados a hombres significativamente mayores. A los 29 años se vuelven "aún más abiertas a hombres mayores". La deseabilidad masculina para las mujeres alcanza su máximo en los últimos años entre los 20 y 30 y no cae por debajo del promedio para todos los hombres hasta los 36. Otra investigación indica que las mujeres, independientemente de su edad, se sienten atraídas por hombres de la misma edad o mayores.
Un estudio de 1984 dedujo que los hombres homosexuales tienden a preferir a los hombres homosexuales de la misma edad como parejas ideales, pero hubo un efecto estadísticamente significativo (p <0,05) de masculinidad-feminidad. El estudio decía que los hombres más femeninos tendían a preferir hombres relativamente mayores que ellos mismos y los hombres más masculinos tendían a preferir a hombres relativamente más jóvenes que ellos mismos.

### Relación cintura-pecho

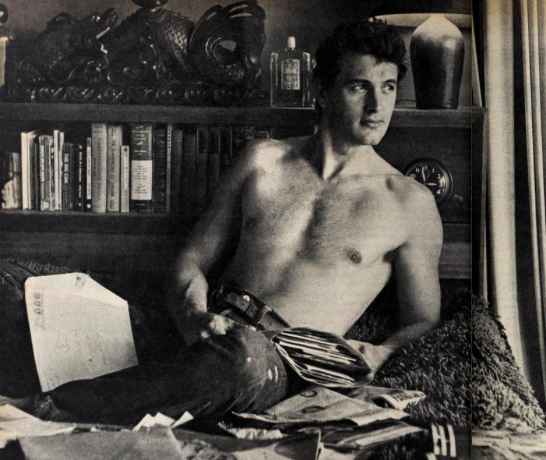
Rock Hudson en Photoplay. 1953

El carácter físico de una cintura delgada, hombros anchos y pecho musculoso a menudo resulta atractivo para las mujeres. La investigación adicional ha demostrado que, al elegir un compañero, los rasgos que las mujeres buscan deben indicar un estatus social más alto, como el poder, los recursos y la protección. Un indicador de salud en los hombres (un factor que contribuye al atractivo físico) es el patrón de distribución de grasa androide que se clasifica como más grasa distribuida en la parte superior del cuerpo que en el abdomen, comúnmente denominada "forma de V". Cuando se pregunta cómo se califica a otros hombres, tanto los hombres heterosexuales como los homosexuales encontraron relaciones bajas de cintura a pecho (RCP) para ser más atractivos a otros hombres, y los hombres homosexuales mostraron una preferencia por RCP más baja (más en forma de V) que los hombres heterosexuales.

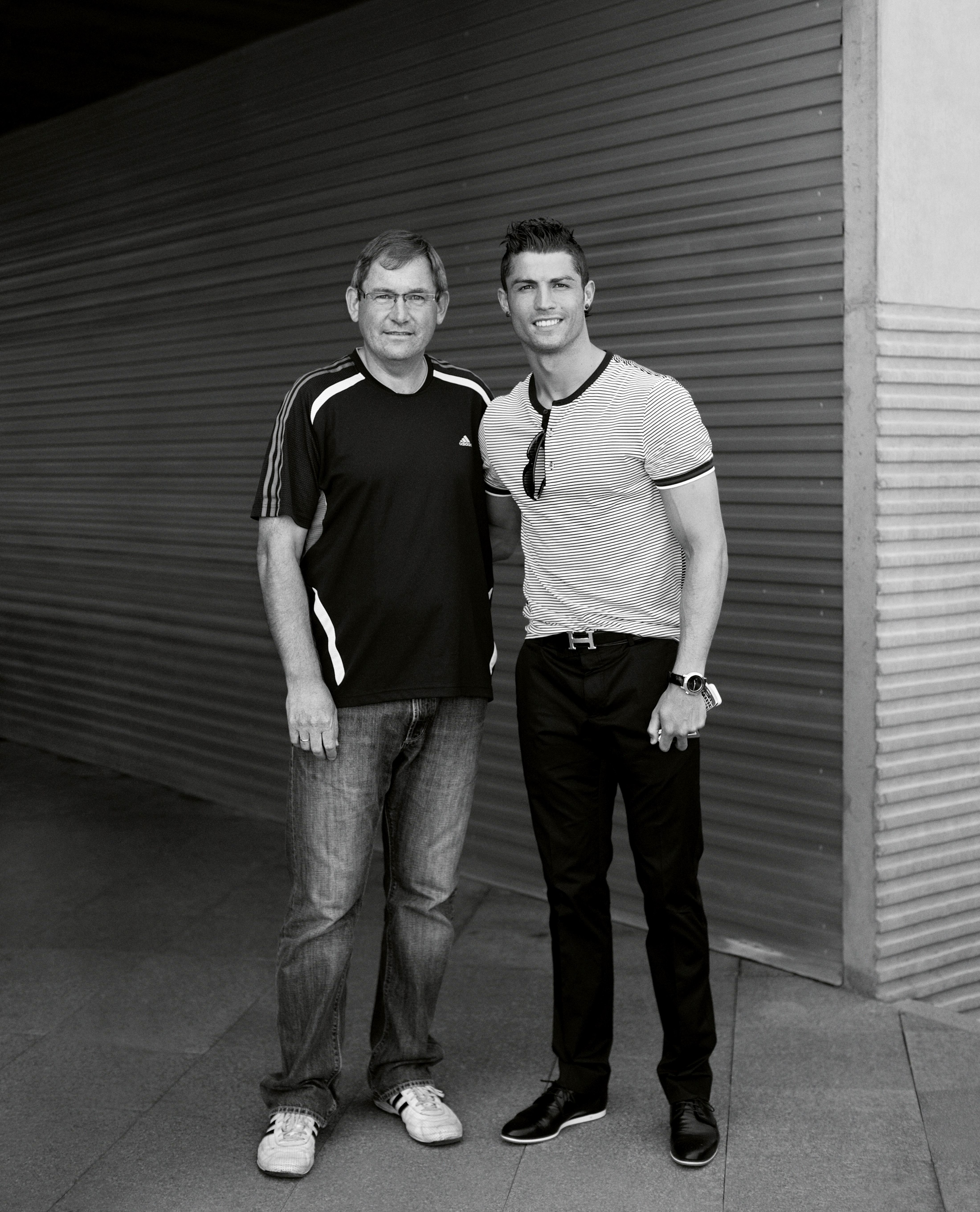
El fisiologo deportivo Jan Helgerud con Cristiano Ronaldo

Otros investigadores encontraron que la relación cintura-pecho es el mayor determinante del atractivo masculino, con un índice de masa corporal y una relación cintura-cadera no tan significativa.
Las mujeres se enfocan principalmente en la proporción entre la cintura y el pecho o, más específicamente, entre la cintura y el hombro. Esto es análogo a la relación cintura-cadera (ICC) que prefieren los hombres. La imagen corporal clave para un hombre a los ojos de una mujer incluiría hombros grandes, pecho y espalda superior, y un área delgada de cintura. La investigación también ha demostrado que los hombres universitarios tenían una mejor satisfacción con su cuerpo que las mujeres universitarias. La investigación también descubrió que cuando la relación entre cintura y cadera de una mujer universitaria aumentaba, la satisfacción con la imagen corporal disminuía.

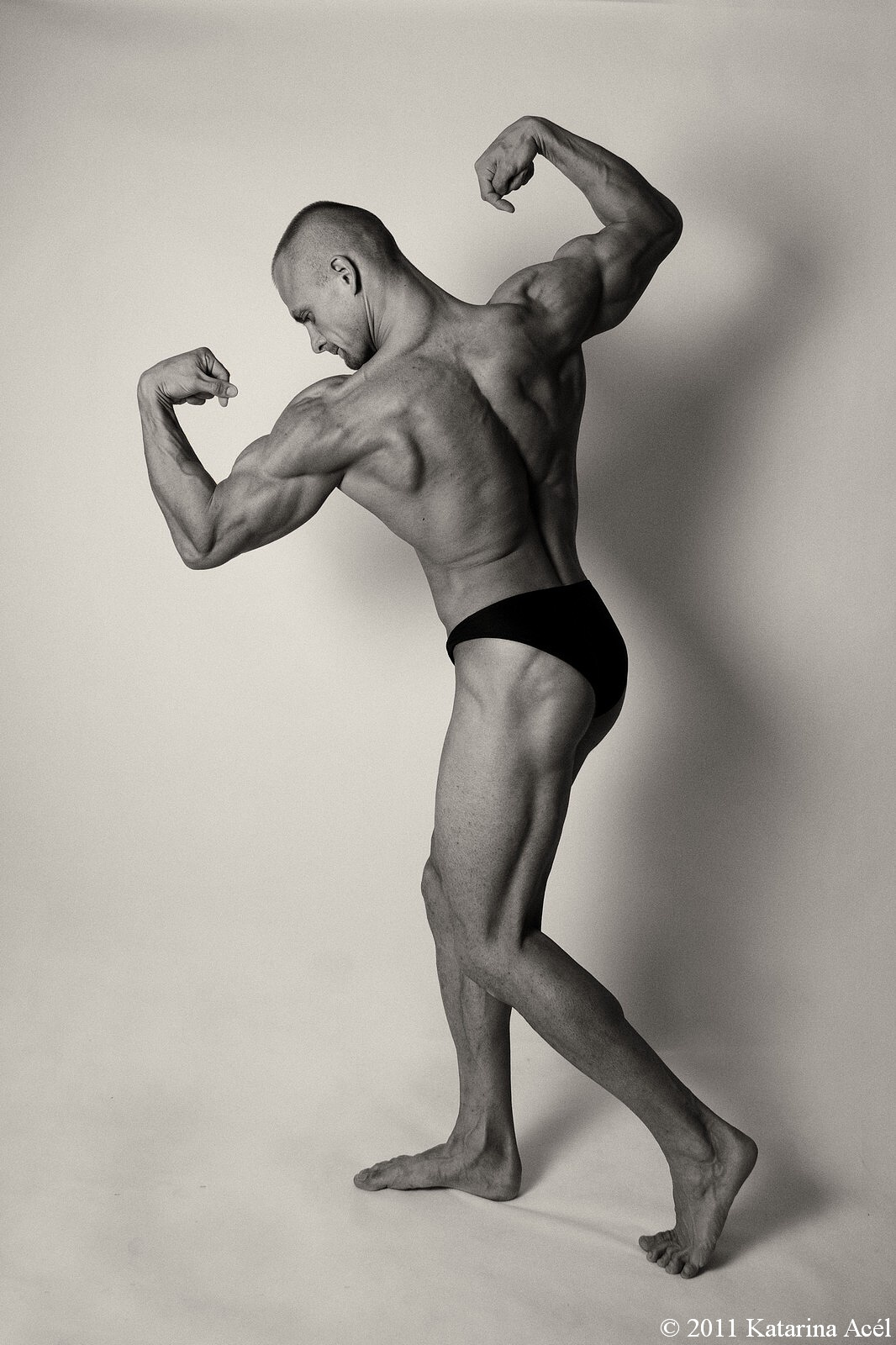
El culturista Ferenci Marek

Algunas investigaciones han demostrado que el peso corporal puede tener un efecto más fuerte que el ICC cuando se trata de percibir el atractivo del sexo opuesto. Se descubrió que la relación cintura-cadera desempeñaba un papel menor en la preferencia corporal que el peso corporal con respecto a ambos sexos.
Los psicólogos Viren Swami y Martin J. Tovee compararon la preferencia femenina por el atractivo masculino a nivel cultural, entre Gran Bretaña y Malasia. Descubrieron que las mujeres le daban más importancia a la RCP (y por lo tanto a la forma del cuerpo) en las áreas urbanas de Gran Bretaña y Malasia, mientras que las mujeres en las áreas rurales le daban más importancia al IMC (por lo tanto, peso y tamaño corporal). Tanto la RCP como el IMC son indicativos del estado masculino y la capacidad de proporcionar descendencia, como lo señala la teoría de la evolución.
Se ha descubierto que las hembras desean machos con un peso normal y un ICC promedio para un macho. Las mujeres ven a estos hombres como atractivos y saludables. Los hombres que tenían el ICC promedio pero que tenían sobrepeso o bajo peso no se percibían como atractivos para las mujeres. Esto sugiere que el ICC no es un factor importante en el atractivo masculino, pero una combinación de peso corporal y un ICC masculino típico parece ser el más atractivo. La investigación ha demostrado que los hombres que tienen una relación cintura-cadera más alta y un salario más alto son percibidos como más atractivos para las mujeres.

### Abdomen plano
Un estudio de 1982 encontró que un abdomen que sobresale es el rasgo "menos atractivo" para los hombres.

### Musculatura
Ver también: culturismo

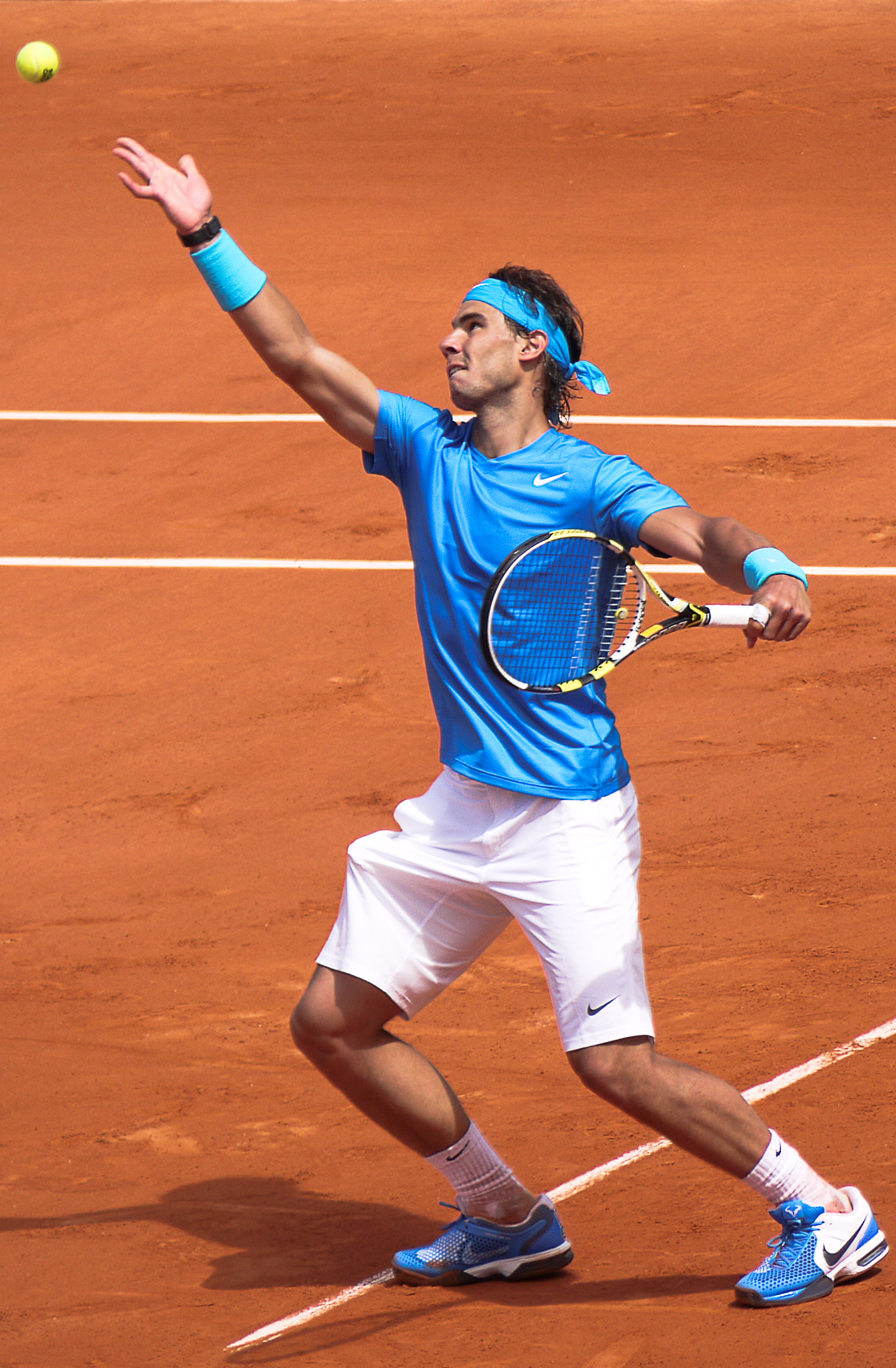
Rafael Nadal en Roland Garros 2011

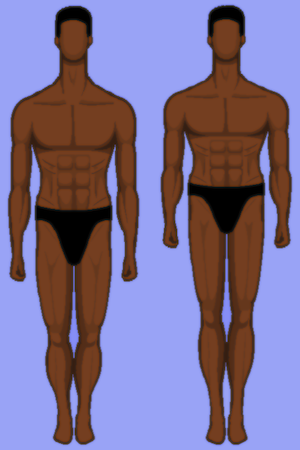
Este dibujo de dos figuras masculinas es una nueva versión del dibujo de los extremos de la relación piernas-cuerpo (RPC) utilizados en el experimento por Swami et al. (2006) para descubrir qué RPC se considera el más atractivo para hombres y mujeres.

Los cuerpos de los hombres retratados en las revistas que se venden a los hombres son más musculosos que los cuerpos de los hombres retratados en las revistas que se venden a las mujeres. A partir de esto, algunos han concluido que los hombres perciben que un cuerpo masculino más muscular es ideal, a diferencia del ideal masculino de una mujer, que es menos muscular de lo que los hombres perciben como ideal. Esto se debe al prestigio dentro del género otorgado por el aumento de la musculatura y la competencia dentro del género para aumentar la musculatura. Los hombres perciben el atractivo de su propia musculatura por lo que se parecen sus cuerpos al del "hombre musculoso". Este ideal de "hombre musculoso" se caracteriza por grandes brazos musculados, especialmente los bíceps, un gran pecho musculado que se estrecha hasta la cintura y anchos hombros. Entre los estudiantes universitarios australianos, la composición corporal masculina que resultó ser más atractiva (12,16 kg de grasa, 63,27 kg de músculo) estaba en línea con la composición que se percibió como la más saludable y se encontraba dentro del rango saludable.
En un estudio de preferencias de perfil establecidas en Match.com, un porcentaje mayor de hombres homosexuales que lesbianas seleccionó el tipo de cuerpo de su pareja ideal como "Atlético y tonificado" en comparación con las otras dos opciones de "Promedio" o "Sobrepeso".

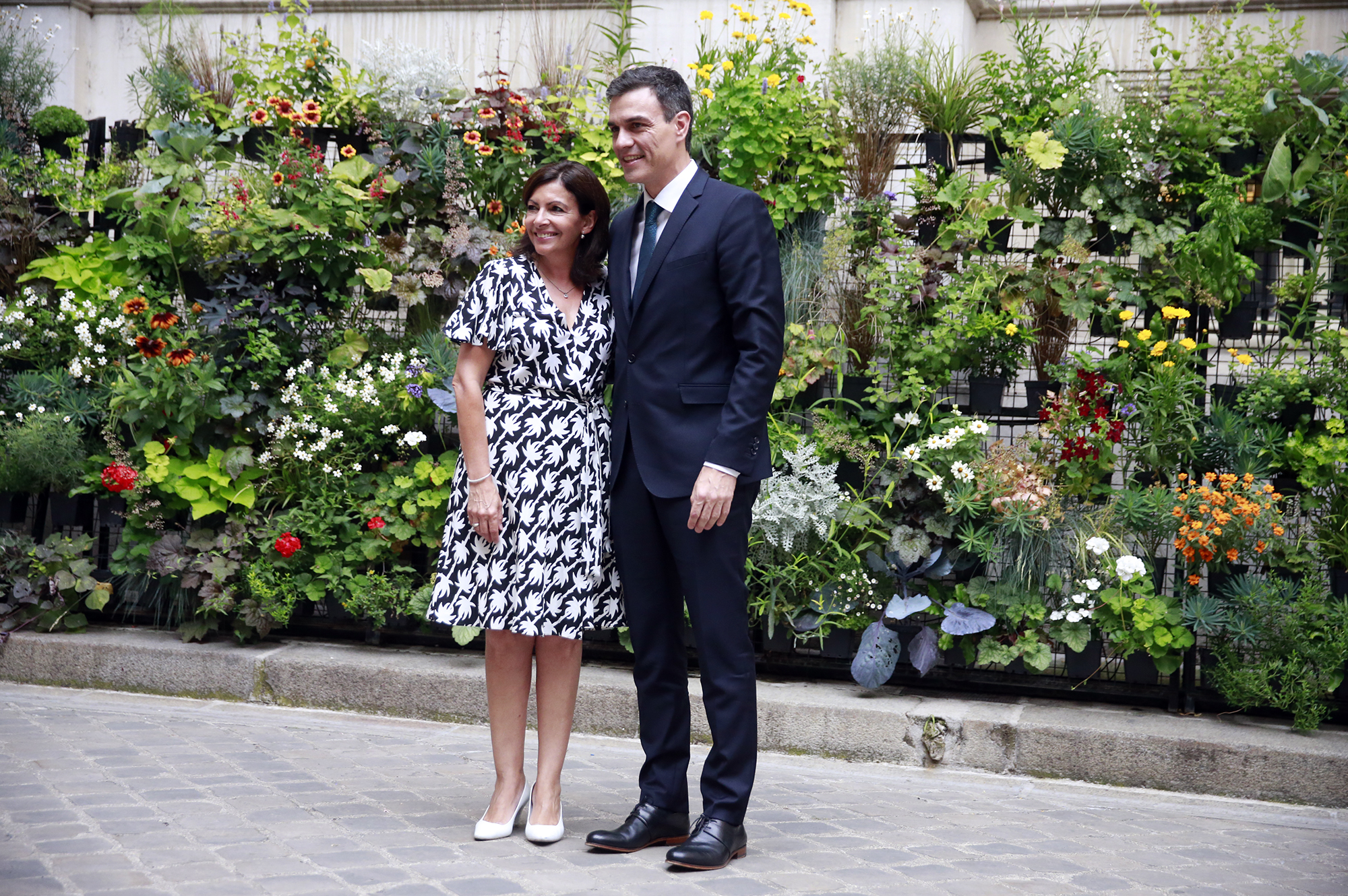
Pedro Sánchez con la alcaldesa de París

### Genitales
Un estudio de 2006, de 25.594 hombres heterosexuales, encontró que los hombres que se percibían como que tenían un pene grande estaban más satisfechos con su propia apariencia.
Un estudio de 2014 criticó estudios previos basados en el hecho de que se basaron en imágenes y usaron términos como "pequeño", "mediano" y "grande" cuando solicitaban preferencia femenina. El nuevo estudio utilizó modelos tridimensionales de penes de tamaños de 4 pulgadas (10 cm) de largo y 2.5 pulgadas (6.4 cm) de circunferencia hasta 8.5 pulgadas (22 cm) de largo y 7 pulgadas (18 cm) de circunferencia y permitió a las mujeres "verlos y manejarlos". Se encontró que las mujeres sobreestimaban el tamaño real de los penes con los que habían experimentado cuando se les preguntó en una encuesta de seguimiento. El estudio concluyó que, en promedio, las mujeres preferían el pene de 6,5 pulgadas (17 cm) de largo, tanto para parejas a largo plazo como para parejas para hacerlo una sola vez. Los penes con una circunferencia más grande fueron preferidos para las que solían tener pareja.

### Proporción piernas-cuerpo
En el experimento por Swami et al. (2006) para descubrir qué RPC se considera el más atractivo para hombres y mujeres se mostro el dibujo de dos figuras masculinas de los extremos de la relación piernas-cuerpo (RPC) utilizados. La figura con la RPC más baja y las piernas más cortas de la izquierda obtuvo los puntajes de atractivo promedio más altos, mientras que la figura masculina con la RPC más alta y las piernas más largas de la derecha tenía las calificaciones más bajas de hombres y mujeres británicos.

### Altura y postura erecta

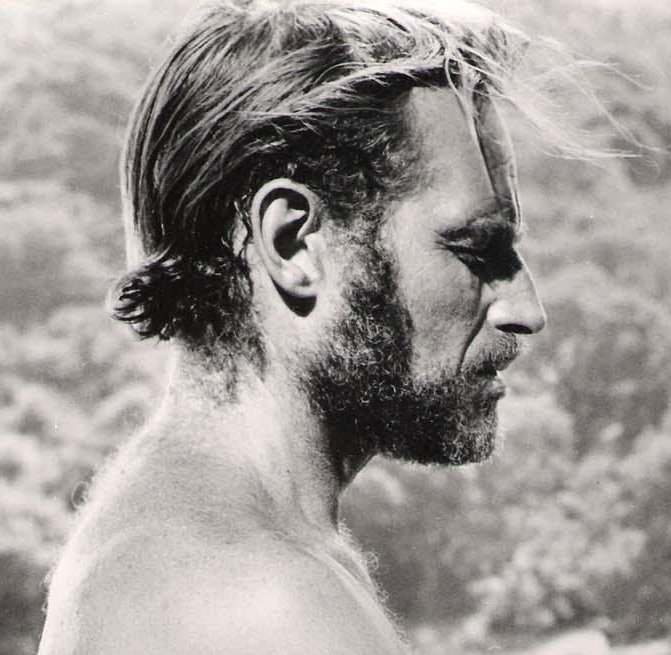
Charlton Heston en El planeta de los simios

La atracción sexual de las mujeres hacia los hombres puede estar determinada por la altura del hombre. El sitio web de citas en línea eHarmony solo compara a las mujeres con los hombres más altos debido a las quejas de las mujeres respecto a los hombres más bajos.
Otros estudios han demostrado que las mujeres heterosexuales a menudo prefieren hombres más altos que ellas en lugar de un hombre con una altura superior a la media. Mientras que las mujeres generalmente desean que los hombres tengan al menos la misma altura que ellas o que sean más altos, otros muchos factores también determinan el atractivo masculino, y la norma masculina más alta no es universal. Por ejemplo, las mujeres más altas son más propensas a relajar la norma de "hombre más alto" que las mujeres más bajas. Además, el profesor Adam Eyre-Walker, de la Universidad de Sussex, ha declarado que, hasta el momento, no hay evidencia de que estas preferencias sean preferencias evolutivas, a diferencia de las preferencias meramente culturales. Aun así, las preferencias de atractivo cultural percibidas para hombres más altos son poderosas y confirmadas por múltiples estudios. Un estudio de Stulp descubrió que "las mujeres tenían más probabilidades de elegir una altura de 25 cm más alta que ellas".
Además, las mujeres parecen más receptivas a una postura erecta que los hombres, aunque ambas lo prefieren como un elemento dentro de la belleza. Según un estudio (Yee N., 2002), los hombres homosexuales que se identifican como "activos" tienden a preferir hombres más bajos, mientras que los hombres gay que se identifican como "pasivos" tienden a preferir hombres más altos.

### Vello corporal

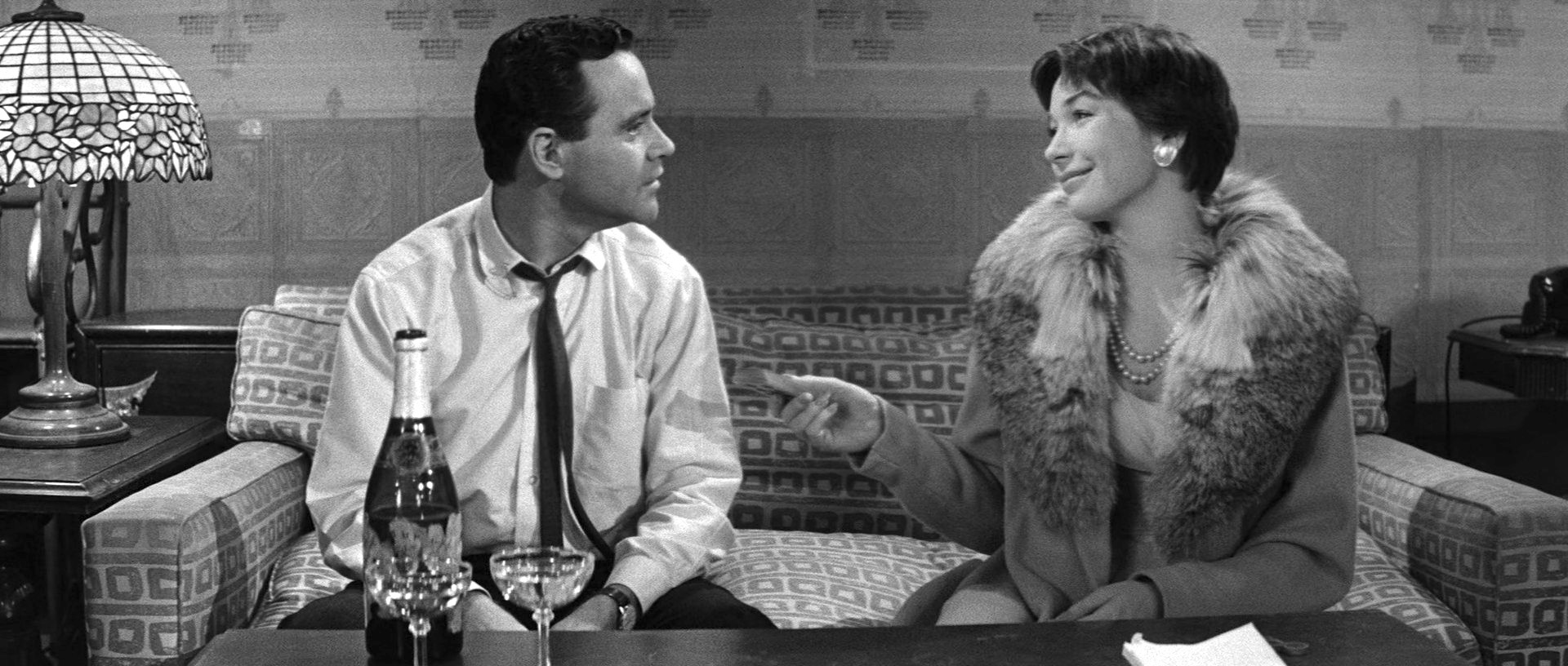
El apartamento evidencia diferentes maneras de abordar las relaciones personales

Estudios basados en los Estados Unidos, Nueva Zelanda y China han demostrado que las mujeres califican a los hombres sin cabellos torácicos y abdominales como los más atractivos, y que los índices de atractivo disminuyen a medida que aumenta la vellosidad. Otro estudio, sin embargo, encontró que cantidades moderadas de vello en los hombres eran más atractivas para la muestra de mujeres británicas y de Sri Lanka. Además, a menudo se prefiere un grado de vellosidad y una relación cintura-hombro de 0.6 cuando se combina con un físico muscular.
En un estudio con mujeres finlandesas, las mujeres con padres peludos eran más propensas a preferir hombres peludos, lo que sugiere que la preferencia por hombres peludos es el resultado de la genética o de la impronta. Entre los hombres homosexuales, otro estudio (Yee N., 2002) informó que los hombres homosexuales que se identifican como "activos" prefieren hombres menos peludos, mientras que los hombres homosexuales que se identifican como "pasivos" prefieren hombres más peludos.

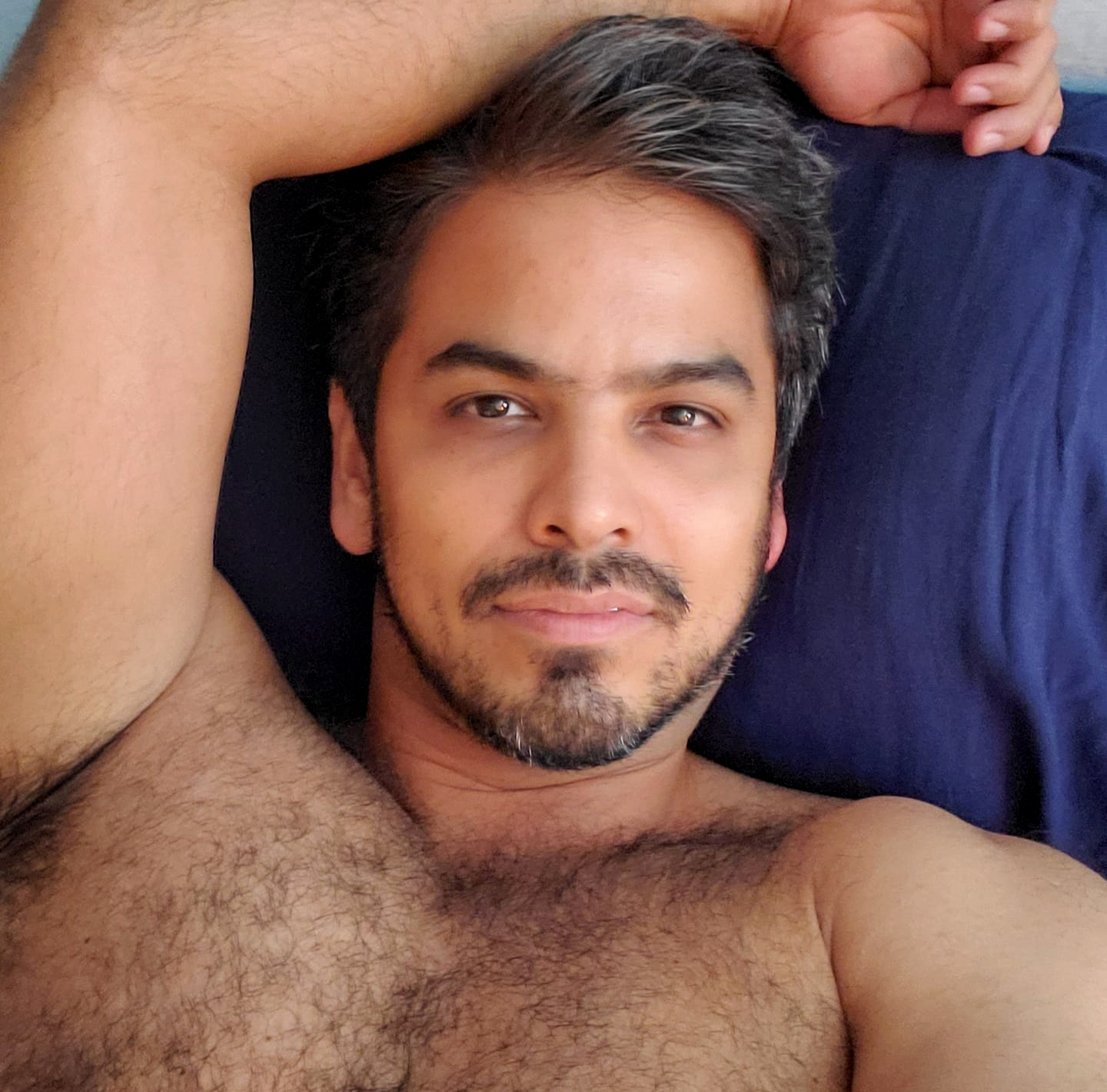
El presentador de televisión cubano Mauricio Lomonte en 2020

### Color de piel

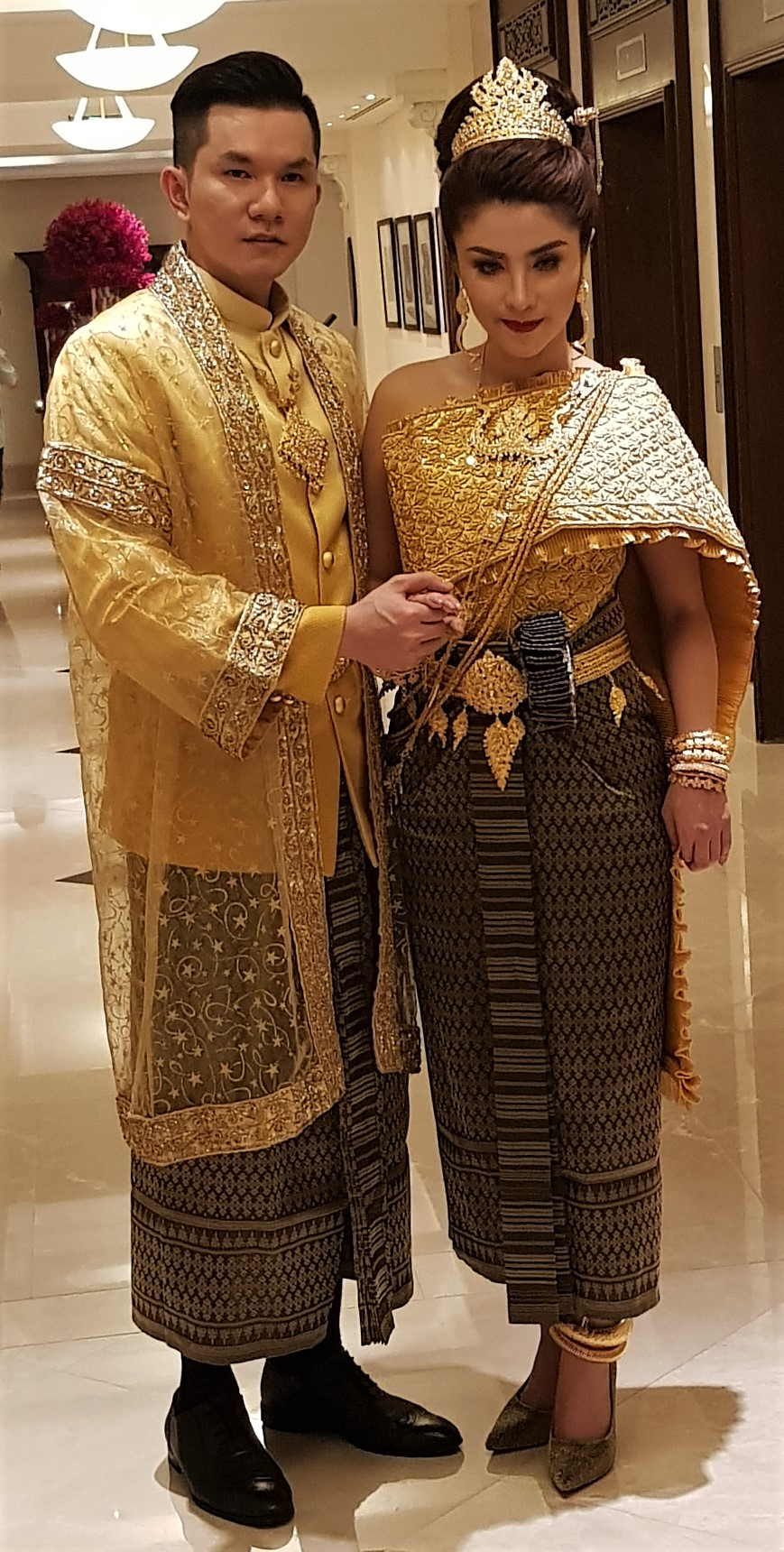
Boda en Camboya

Se ha demostrado que la testosterona oscurece el color de la piel en experimentos de laboratorio. A pesar de esto, la estética del tono de la piel varía de una cultura a otra. Los trabajadores manuales que pasaron largos periodos de tiempo a la intemperie desarrollaron un tono de piel más oscuro debido a la exposición al sol. Como consecuencia, se desarrolló una asociación entre la piel oscura y las clases más bajas. La piel clara se convirtió en un ideal estético porque simbolizaba la riqueza. "Con el tiempo, la sociedad atribuyó diversos significados a estas diferencias de color. Incluyendo suposiciones acerca de la raza, la clase socioeconómica, la inteligencia y el atractivo físico de una persona".
Una revisión científica publicada en 2011, identificada a partir de un vasto cuerpo de investigación empírica, indica que el color de la piel y el tono de la piel actúan como indicadores de buena salud. Más específicamente, se cree que estos indicadores sugieren a los posibles compañeros que el observado tiene genes fuertes o buenos capaces de luchar contra la enfermedad.
Según un estudio (Yee N., 2002), los hombres gays que se identifican como "activos" tienden a preferir a los hombres de piel más clara, mientras que los hombres gay que se identifican como "pasivos" tienden a preferir a los hombres de piel más oscura.
Una investigación más reciente ha sugerido que los tonos de piel más rojos y amarillentos, que reflejan niveles más altos de sangre oxigenada, carotenoide y, en menor medida, pigmento de melanina, y las ingestas dietéticas netas de frutas y verduras, y parecen más saludables y por lo tanto, más atractivas.

## Posibles diferencias de género en las preferencias
Tanto para hombres como para mujeres, parece haber criterios universales de atractivo tanto dentro como a través de las culturas y grupos étnicos. Al considerar las relaciones a largo plazo, algunos estudios han encontrado que los hombres ponen un mayor énfasis en el atractivo físico en una pareja que las mujeres. Por otro lado, algunos estudios han encontrado pocas diferencias entre hombres y mujeres en términos del peso que asignan a las características físicas cuando eligen parejas para relaciones a corto plazo, en particular con respecto a sus preferencias implícitas, en oposición a explícitamente articuladas. Otros estudios recientes continúan encontrando diferencias de género para las relaciones a largo plazo. También hay un estudio que sugiere que solo los hombres, y no las mujeres, le dan mayor prioridad al cuerpo en comparación con el atractivo facial cuando buscan un compañero a corto plazo en comparación con un compañero a largo plazo.
Algunos psicólogos evolutivos, incluido David Buss, han argumentado que esta diferencia en la relación a largo plazo puede ser una consecuencia de los humanos ancestrales que seleccionaron parejas basándose en características sexuales secundarias, así como indicadores generales de aptitud que permitieron un mayor éxito reproductivo como resultado de mayor fertilidad en esos compañeros, aunque la capacidad de un hombre para proporcionar recursos para la descendencia probablemente se señaló menos por las características físicas. Se argumenta que el indicador más prominente de la fecundidad en las mujeres es la juventud, mientras que los rasgos en un hombre que mejoran el éxito reproductivo son sustitutos de su capacidad de acumular recursos y proteger.
Los estudios han demostrado que las mujeres prestan más atención a los rasgos físicos que directamente a la capacidad de ganar altos ingresos o el potencial para comprometerse, incluyendo la musculatura, la aptitud y la masculinidad de las características; se observó que la última preferencia variaba durante el período de una mujer, y las mujeres preferían características más masculinas durante la fase folicular tardía (fértil) del ciclo menstrual. Además, las mujeres procesan el atractivo físico de forma diferente, prestando atención a las características individuales y al efecto estético de todo el rostro. Un estudio de 2003 en el área concluyó que las mujeres heterosexuales son igualmente excitadas cuando ven hombres o mujeres. Los hombres heterosexuales solo fueron excitados por las mujeres. Este estudio verificó la activación en los sujetos de prueba al conectarlos a dispositivos de imágenes cerebrales. En particular, el mismo estudio informó de la excitación de las mujeres al ver animales aparearse.
El libro de Bonnie Adrian, Framing the Bride, discute el énfasis que las novias taiwanesas ponen en el atractivo físico para sus fotografías de bodas. La globalización y los ideales occidentales de belleza se han extendido y se han vuelto más prevalentes en las sociedades asiáticas donde las novias pasan por horas de peinado y maquillaje para "transformar a las mujeres comunes con sus características individuales en bellezas genéricas estandar en tres horas". Estas novias pasan por horas de maquillaje para transformarse en una belleza socialmente construida.
De acuerdo con la teoría del pluralismo estratégico, los hombres pueden haber evolucionado correspondientemente para perseguir estrategias reproductivas que dependen de su propio atractivo físico. Los hombres más atractivos físicamente acumulan beneficios reproductivos al pasar más tiempo buscando parejas de apareamiento múltiples y relativamente menos tiempo invirtiendo en descendencia. En contraste, el esfuerzo reproductivo de hombres físicamente menos atractivos, que por lo tanto no tendrán las mismas oportunidades de apareamiento, se asigna mejor a invertir fuertemente en acumular recursos, o invertir en sus parejas y descendencia y dedicar relativamente menos tiempo a buscar compañeros adicionales.